# 江戶東京建築園
江戶東京建築園（日語：江戸東京たてもの園）是一座位於日本東京都小金井市都立小金井公園的一座露天博物馆，以展示保存江戶及東京的歷史建築物為目的。該園區屬於江戶東京博物館的分館，並根據指定管理者製度，公益財團法人东京都历史文化财团負責博物館的管理和運作。

## 沿革
小金井公園曾經設有一座名為「武藏野鄉土館」的場所，並展示古代住宅和江戶時代的農家。該鄉土館最初是於1954年1月14日開園時，將原本位於井之頭恩賜公園的「武趙野博物館」移至此地並開設的。其中遷移建築包括光華殿（現今的江戶東京建築園遊客中心）、鎖屋、吉野家住宅等建築，然而，鄉土館於1991年12月結束了開放。
1993年3月28日，隨著江戶東京博物館的開幕，鄉土館進行擴建並以「江戶東京建築園」的形式再次開放。園區展示了從江戶時代到昭和初期的30棟建築物。儘管這些建築物具有很高的文化價值，但由於當地保存困難，因此進行了轉移和復原。2013年3月，最後一棟建築物－德拉朗德邸的轉移與復原工作完成，園區則根據建築年代和建築物的用途、室內展示進行相應的設置，以重現當時的生活文化。
吉卜力工作室電影《神隱少女》（2001年）的繪畫受到了建築物園內的浴池和下町商家建築的設計啟發。基於這個緣由，2002年園內舉辦了名為「神隱少女展覽」和電影《千與千尋的神隱》的戶外放映會。 而園內象徵角色「江戶丸」則是宮崎駿親自設計的。此外，該地點也多次被用於拍攝電視劇和電影所在地。

### 園區歷史
- 1934年（昭和9年）：在有栖川宮紀念公園內成立了東京市立東京郷土資料陳列館，並於公園開放之時同時開館。
- 1941年（昭和16年）：光華殿被遷移到小金井大綠地（後來的小金井公園）。
- 1948年（昭和23年）：由武藏野文化協會（日语：武蔵野文化協会）和東京都共同開館了武藏野博物館，繼承了在戰爭中被破壞的東京郷土資料陳列館的資料。
- 1954年（昭和29年）：小金井公園開放。 武藏野博物館從井之頭贈予公園遷移，並以武藏野郷土館的身份開館。
- 1977年（昭和52年）：小中學生團體於博物館竊取了一些收藏品，並與古物商進行物物交換。這次事件也對其他博物館造成了損害。[4]
- 1991年（平成3年）：武藏野郷土館關閉。
- 1993年（平成5年）：開設了江戶東京建築園（最初的復原建築有12棟）。
- 2013年（平成25年）：德拉朗德邸遷移完成，30棟移建復原建築完成（對外開放始於同年4月20日）。

## 園區建築
園區被劃分為三個區域：西區、中心區和東區。西區展示了武藏野的農家和山手區的住宅；中心區則排列著一系列古老歷史建築；東區再現了下町風貌的街區。

### 中心區
中心區的建築包括：

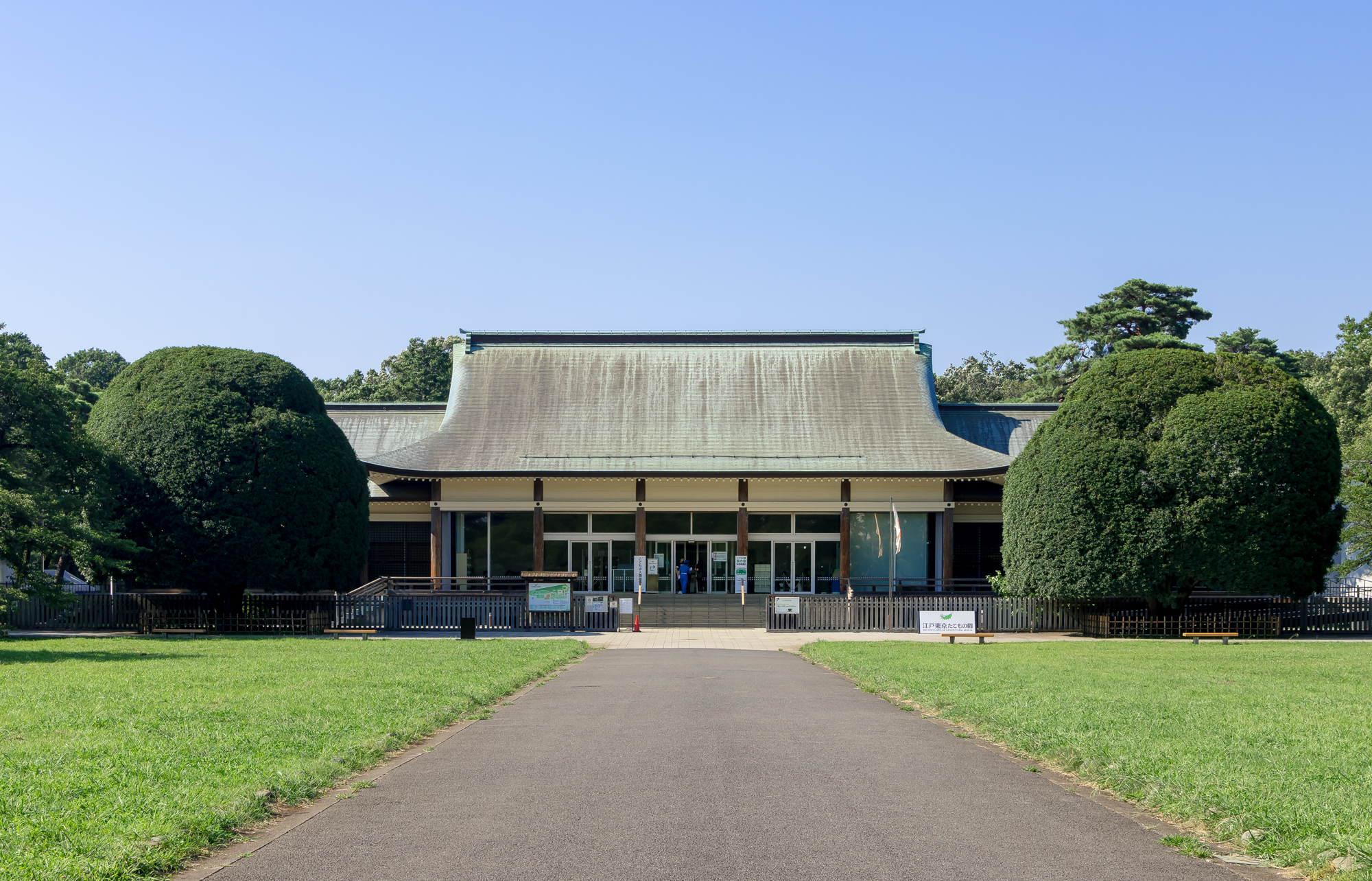
舊光華殿
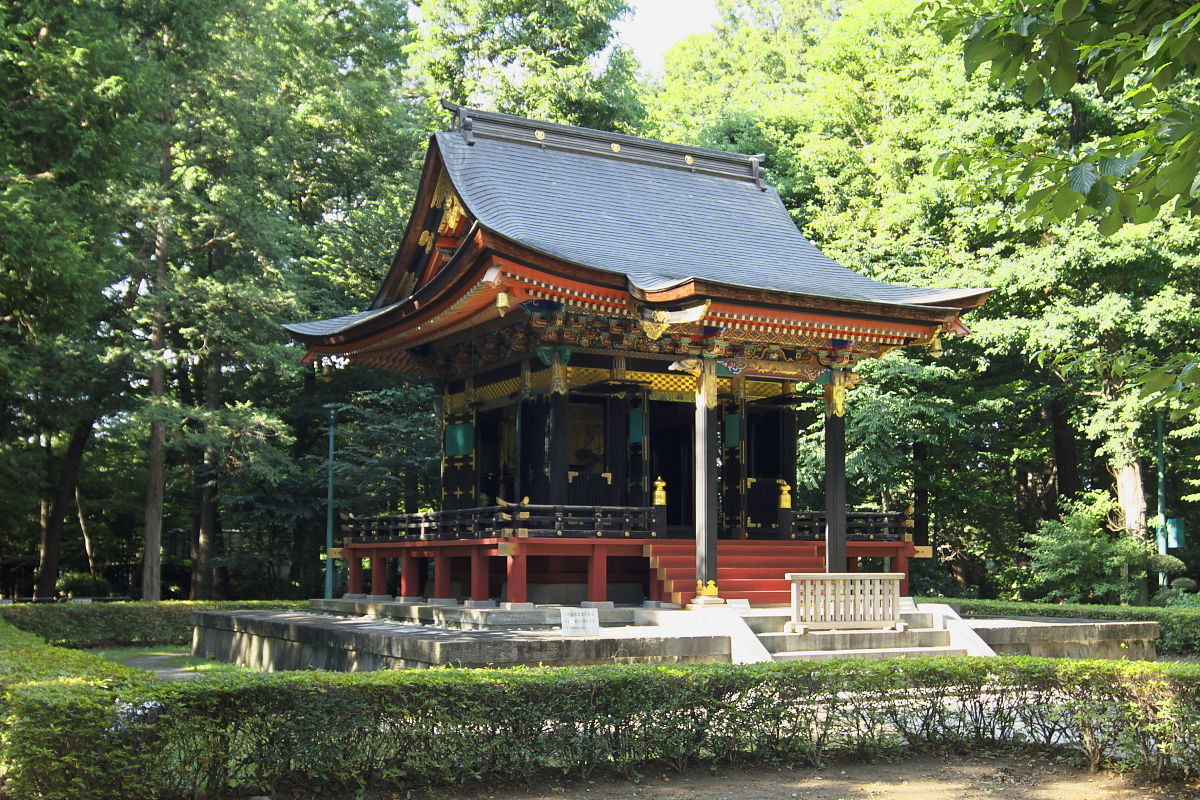
舊自證院靈屋
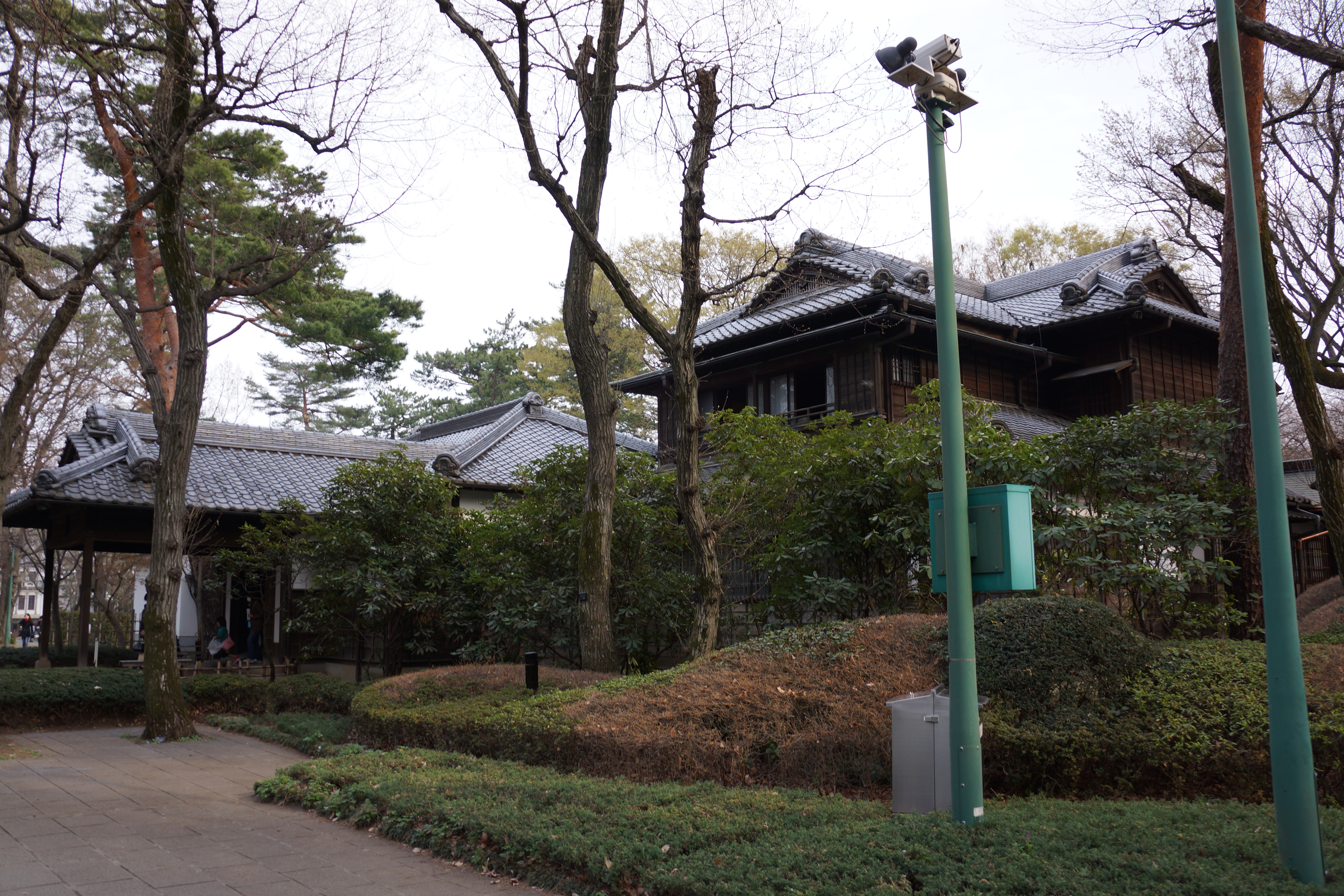
高橋是清宅
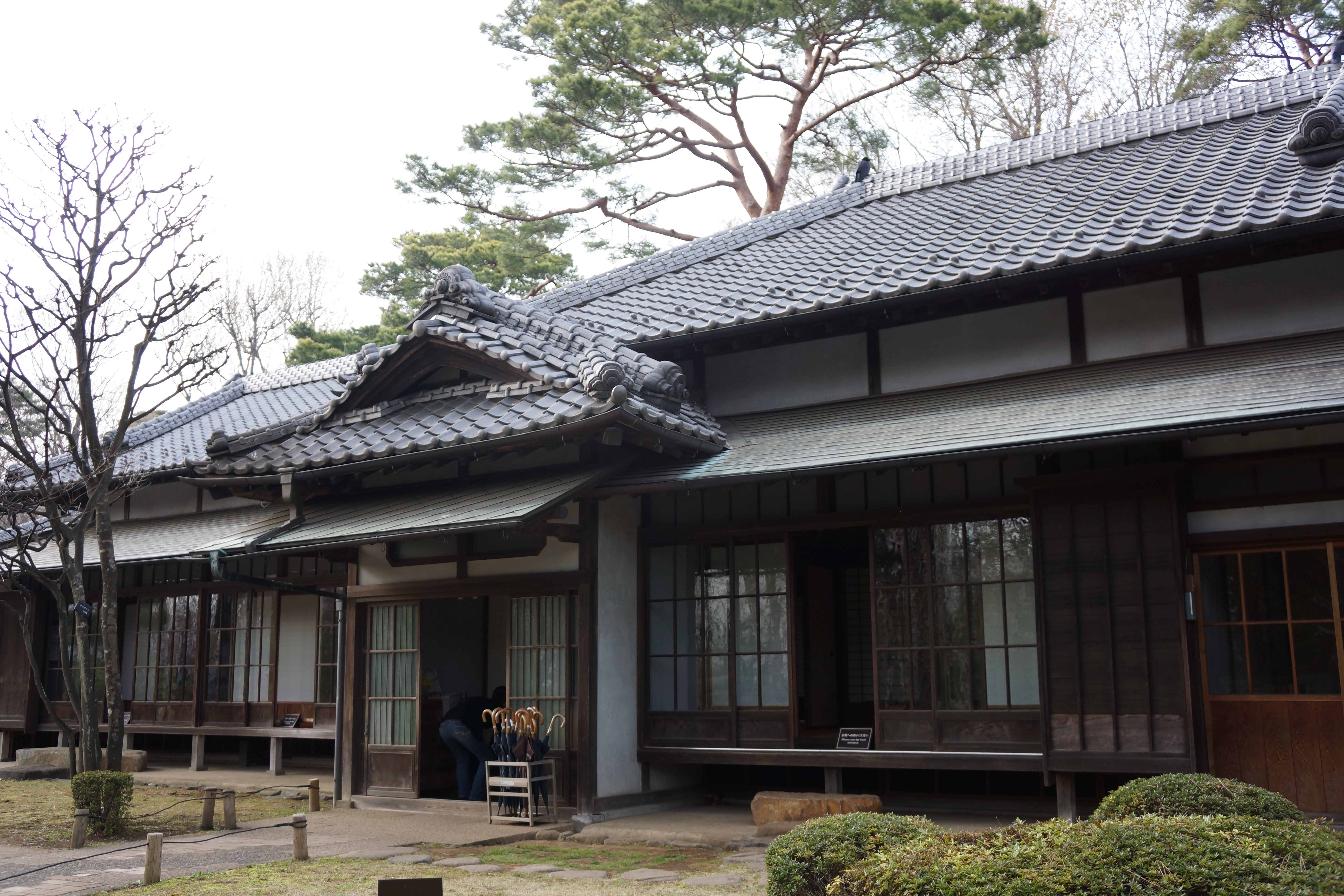
西川家別邸
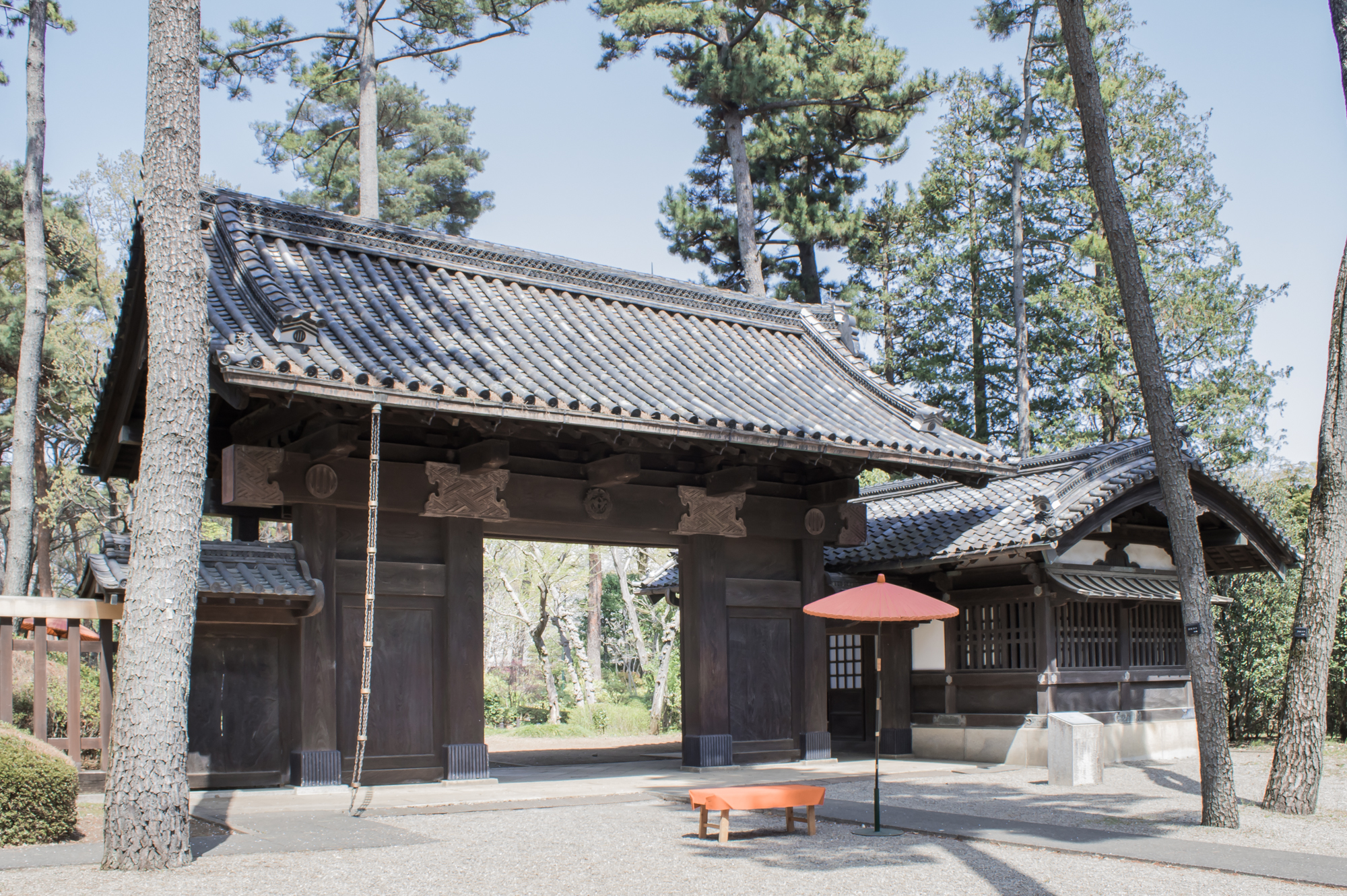
伊達家大門
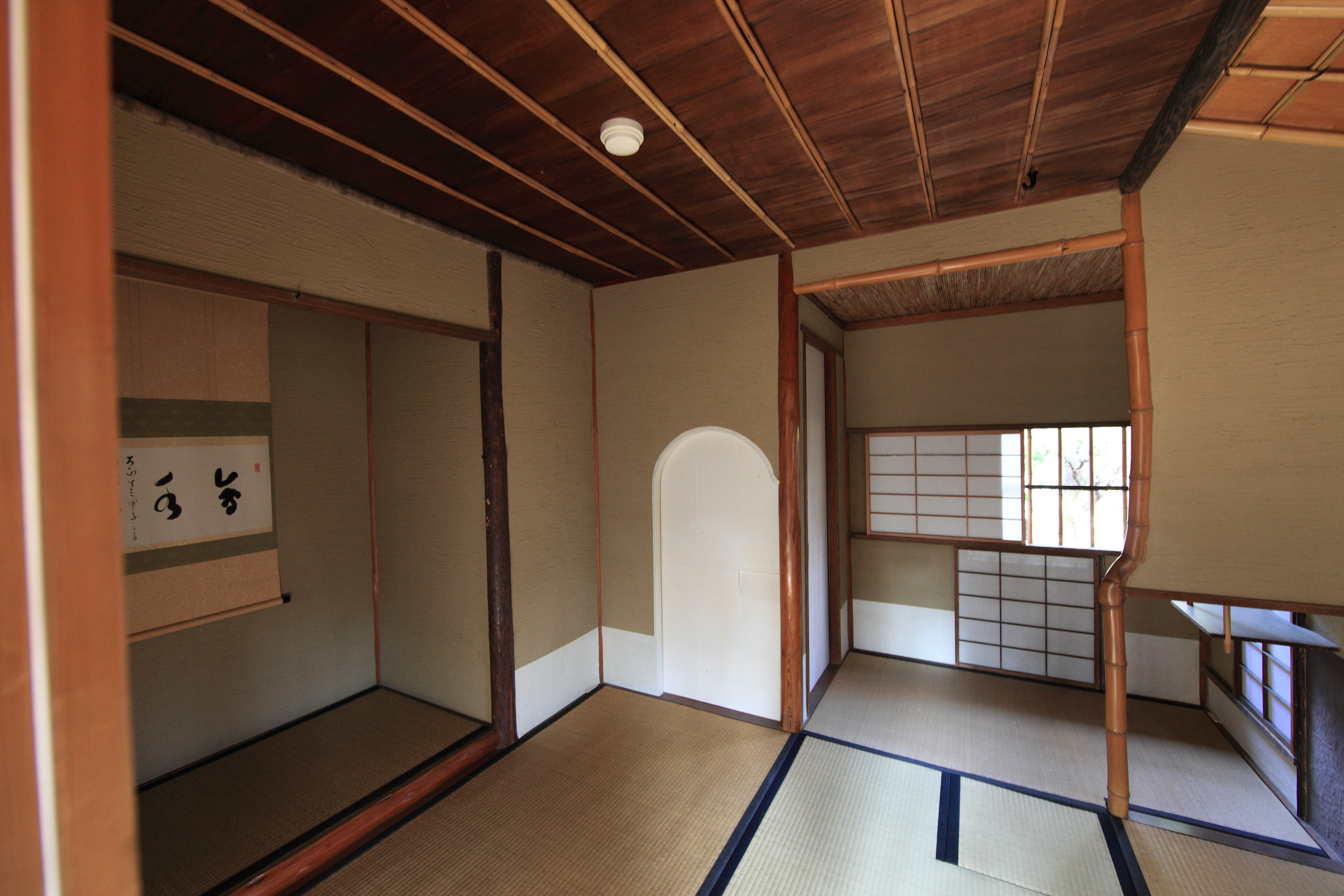
會水庵

- 舊光華殿（現江戶東京建築園遊客中心）：建於昭和15年（1940年），作為紀元2600年記念式典（日语：紀元二千六百年記念行事）的臨時殿堂在皇居外苑建造。儀式結束後的1941年8月被移轉到現址。[5]
- 舊自證院靈屋：建於江戶時代早期的慶安5年（1652年），由幕府大工甲良宗賀（日语：甲良宗賀）建造的華麗靈廟建築，祭祀第三代將軍德川家光的側室自证院（又稱振姬，石田三成的曾孫，被指定為東京都有形文化財（日语：東京都指定文化財一覧）。
- 高橋是清宅：政治家高橋是清的住宅，於明治35年（1902年）完工。 採用和風風格，是早期使用窗玻璃的案例之一。二二六事件時，是清在這棟建築的二樓遭到暗殺。1938年，住宅捐贈給了東京市，主樓遷至多摩靈園（日语：多磨霊園）。並改為休息所「仁翁閣」倖免於戰火。但因老化於昭和51年（1976年）停止對外開放，昭和58年（1983年）進行了部分修繕。
- 西川家別邸：西川製絲[6]創業家西川伊左衛門用作接待兼隱居所的和風住宅，於大正11年（1922年）完工。
- 伊達家大門：大正時代，伊達侯爵家（舊宇和島藩伊達家）在白金三光町建造的宅邸正門，按照大名宅邸的規格建造，設有單獨的看守所。
- 會水庵：大正時期左右，宗徧流（日语：宗徧流）茶人山岸宗住（會水）建造的茶室。

### 西區

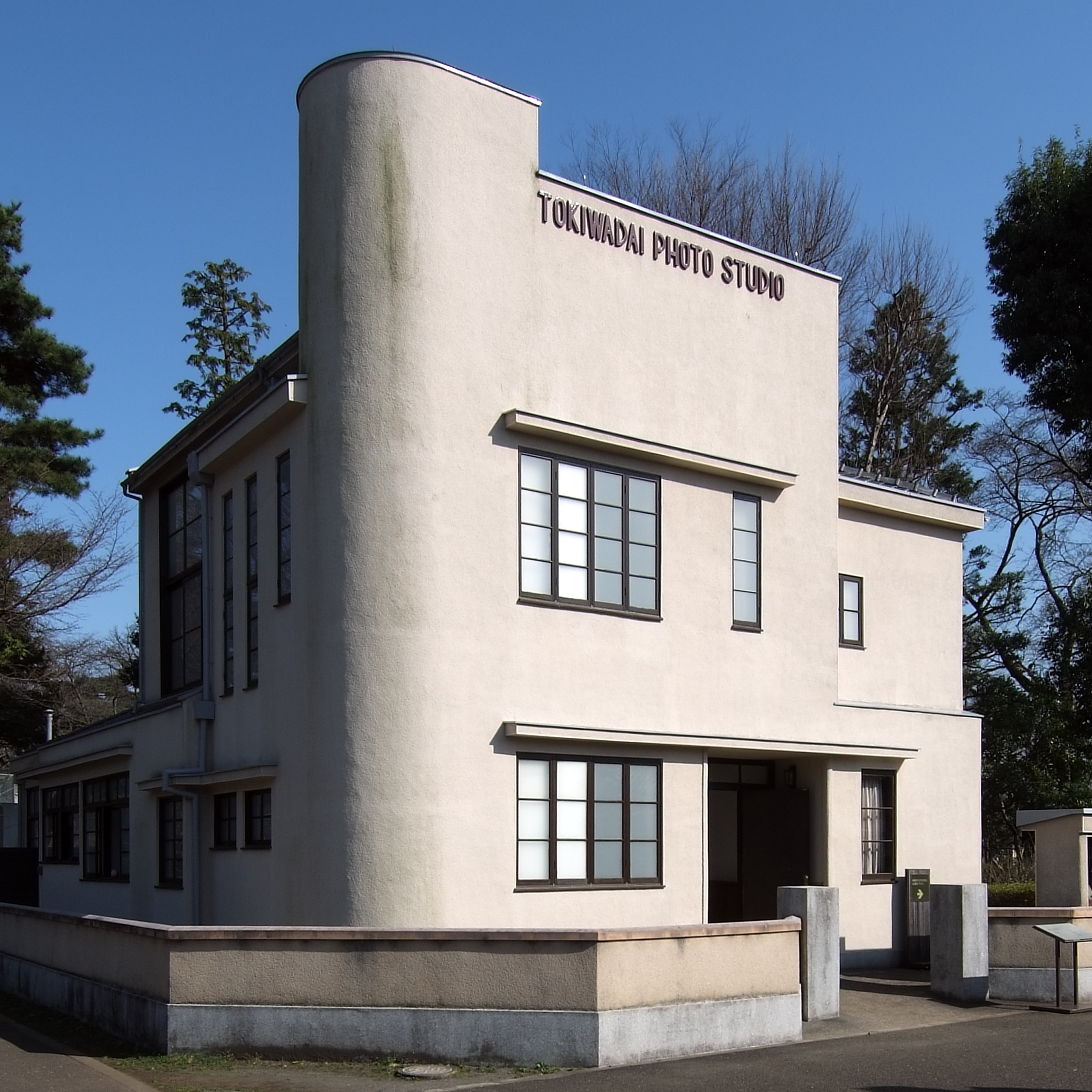
常盤台寫真館
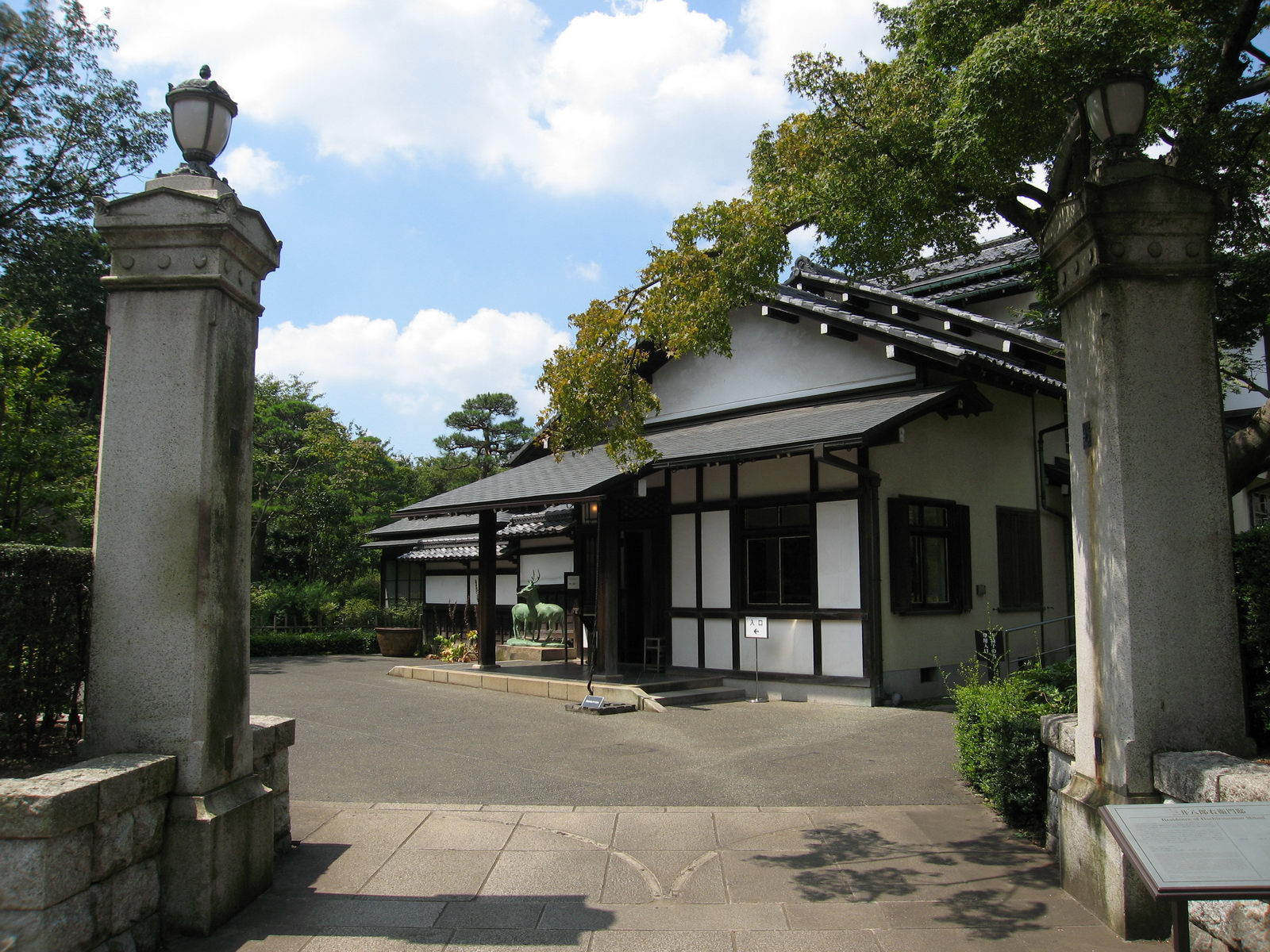
三井八郎右衛門宅
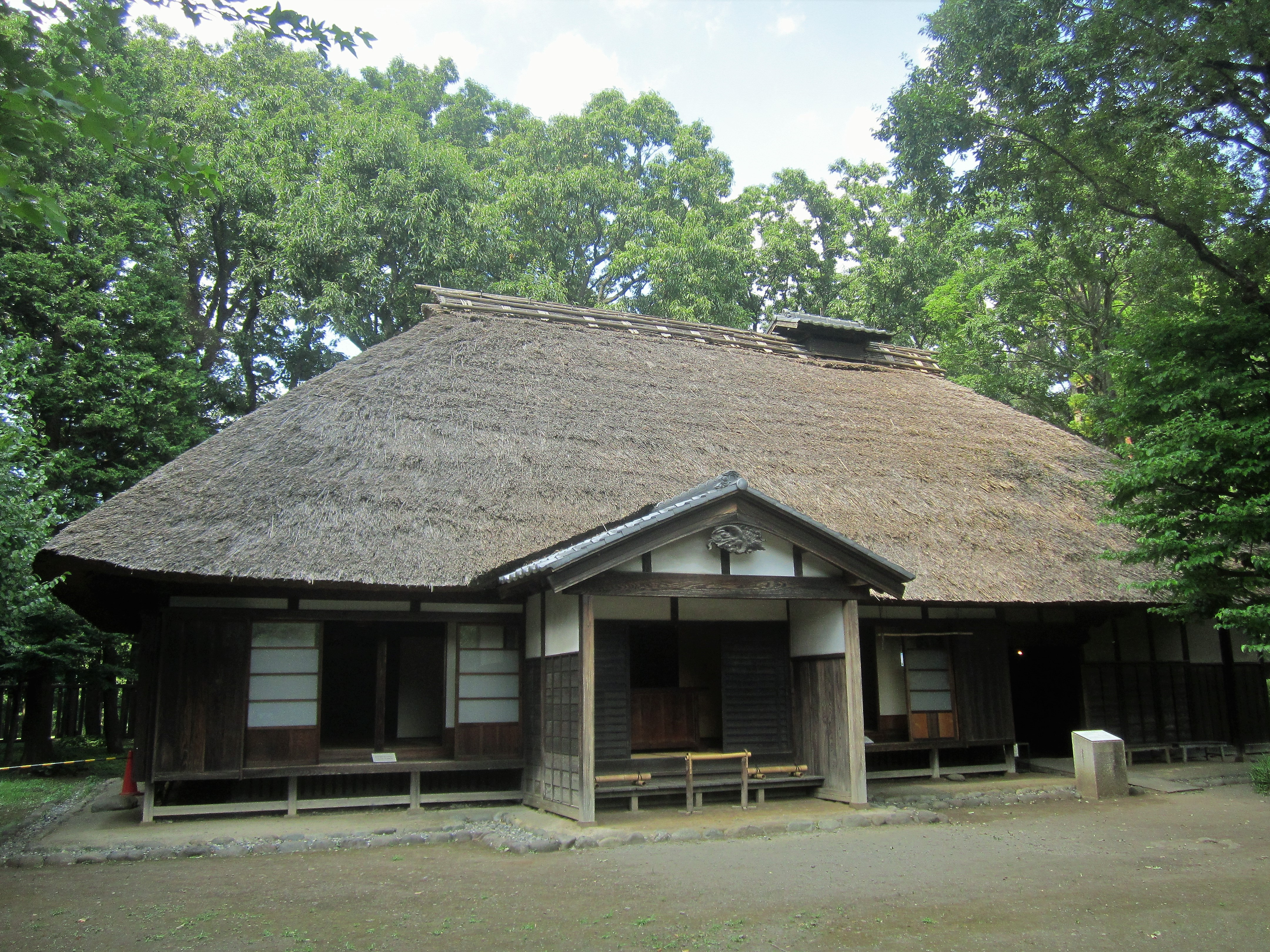
奄美的高倉
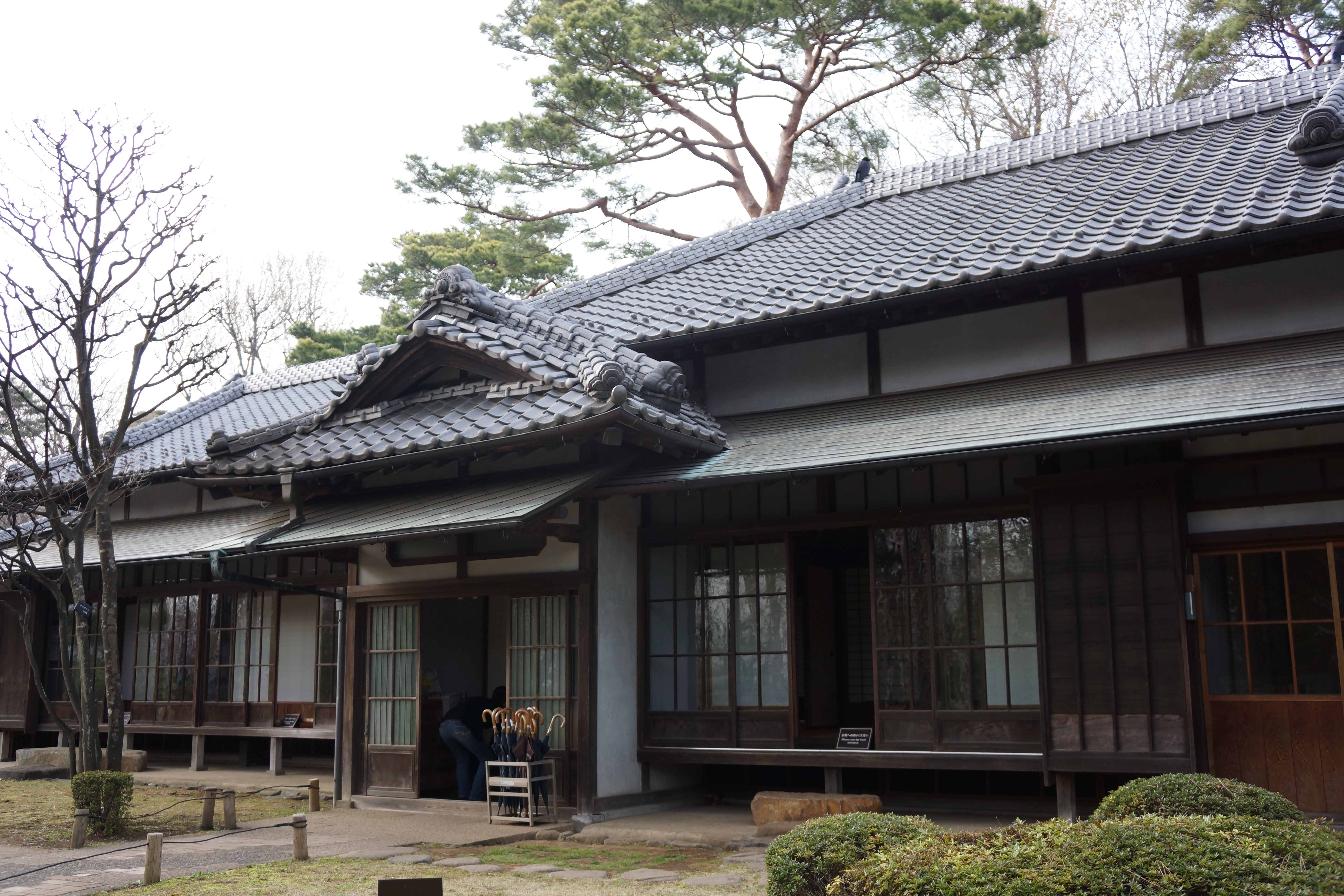
吉野家（農家）

- 常盤台寫真館：建於昭和初期的郊區住宅區常盤台的攝影館。 北側設計了大面積的玻璃窗，以便間接光線進入。
- 三井八郎右衛門宅：二戰結束後從京都遷至港區麻布的三井家族的和式住宅。 被指定為東京都有形文化財（建築物）。
- 奄美的高倉：建於江戶末期的奄美大島宇檢村的穀倉。 採用高倉形式，茅草屋頂部分被用作儲藏室。
- 吉野家（農家）：位於江戶時代後期多摩郡野崎村（今三鷹市野崎）的農家。 內部再現了大約昭和30年代的生活場景。
- 八王子千人同心（日语：八王子千人同心）組頭之家：江戶後期鄉士組頭的宅邸。 具有壁爐和帶有儀式台的玄關等高於普通民宅的風格。
- 前川國男宅：現代主義建築師前川国男於1942年建造的自宅。 在戰時的建築規制下，雖然建築面積較小，但中央有一個通風的起居室和類似閣樓的二樓。被指定為東京都有形文化財（建築物）。
- 田園調布的家（大川宅）：建造於「田園都市」概念的近郊住宅區的大正時期洋風郊區住宅。外牆採用木板瓦蓋，露台設有涼亭。
- 綱島家（農家）：位於世田谷區岡本的江戶時代中期農家。
- 小出宅：建築師堀口捨己（日语：堀口捨己）在從歐洲歸國後設計的住宅。 這是早期和洋風格混合的住宅，擁有四方錐形的大屋頂和水平的簷口。被指定為東京都有形文化財。
- 德拉朗德邸（日语：デ・ラランデ邸）：原始位於新宿區信濃町的西式建築。 據說是氣象學家和物理學家北尾次郎設計的建築，但在大約1910年，由德國建築師蓋歐爾格·戴·拉朗德（日语：ゲオルグ・デ・ラランデ）進行了大規模增建，成為了木質的三層樓建築，並根據當時的樣子進行了復原。安裝了室外電梯，以方便無障礙通行至二樓。[7]

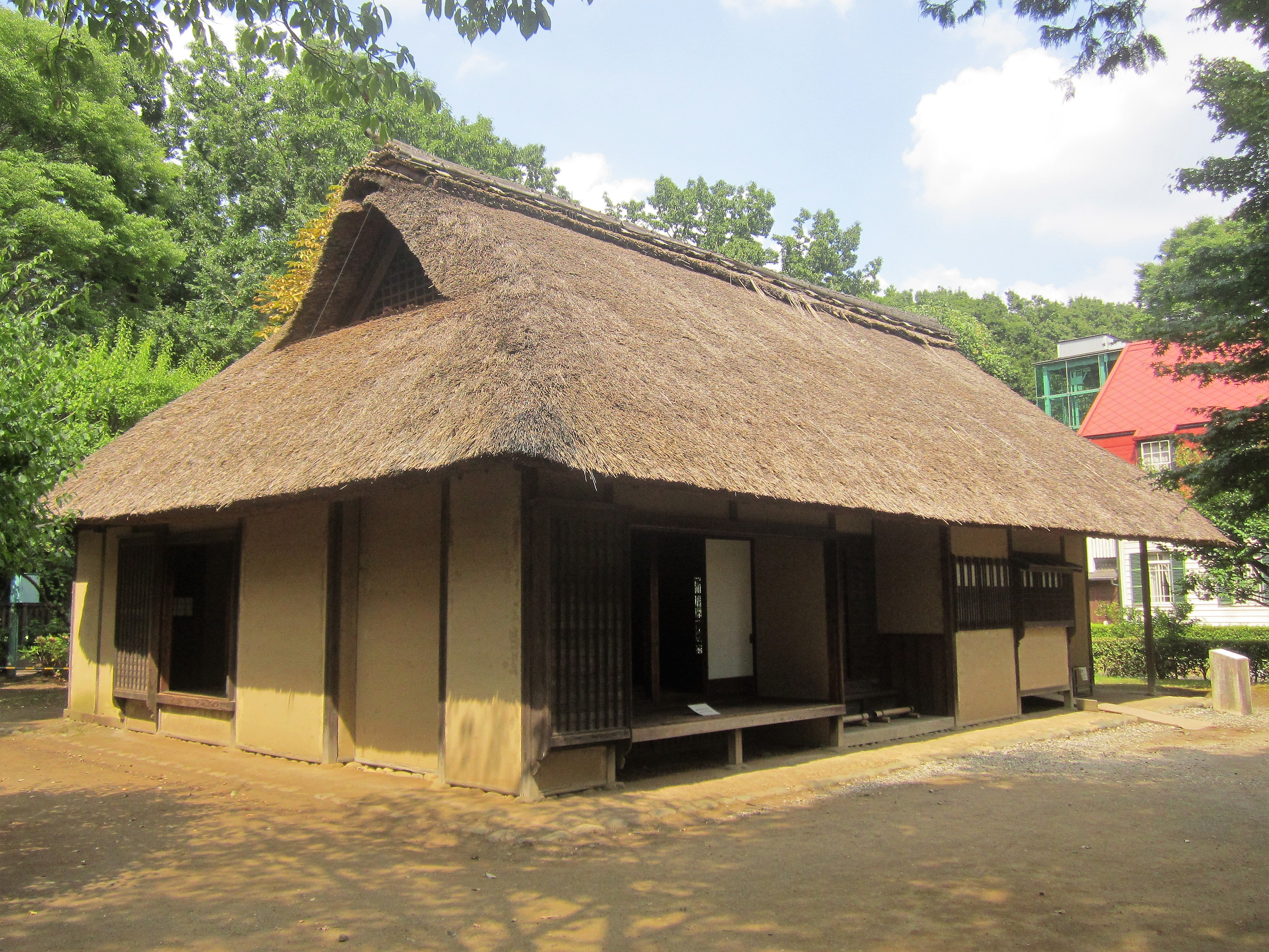
八王子千人同心組頭之家
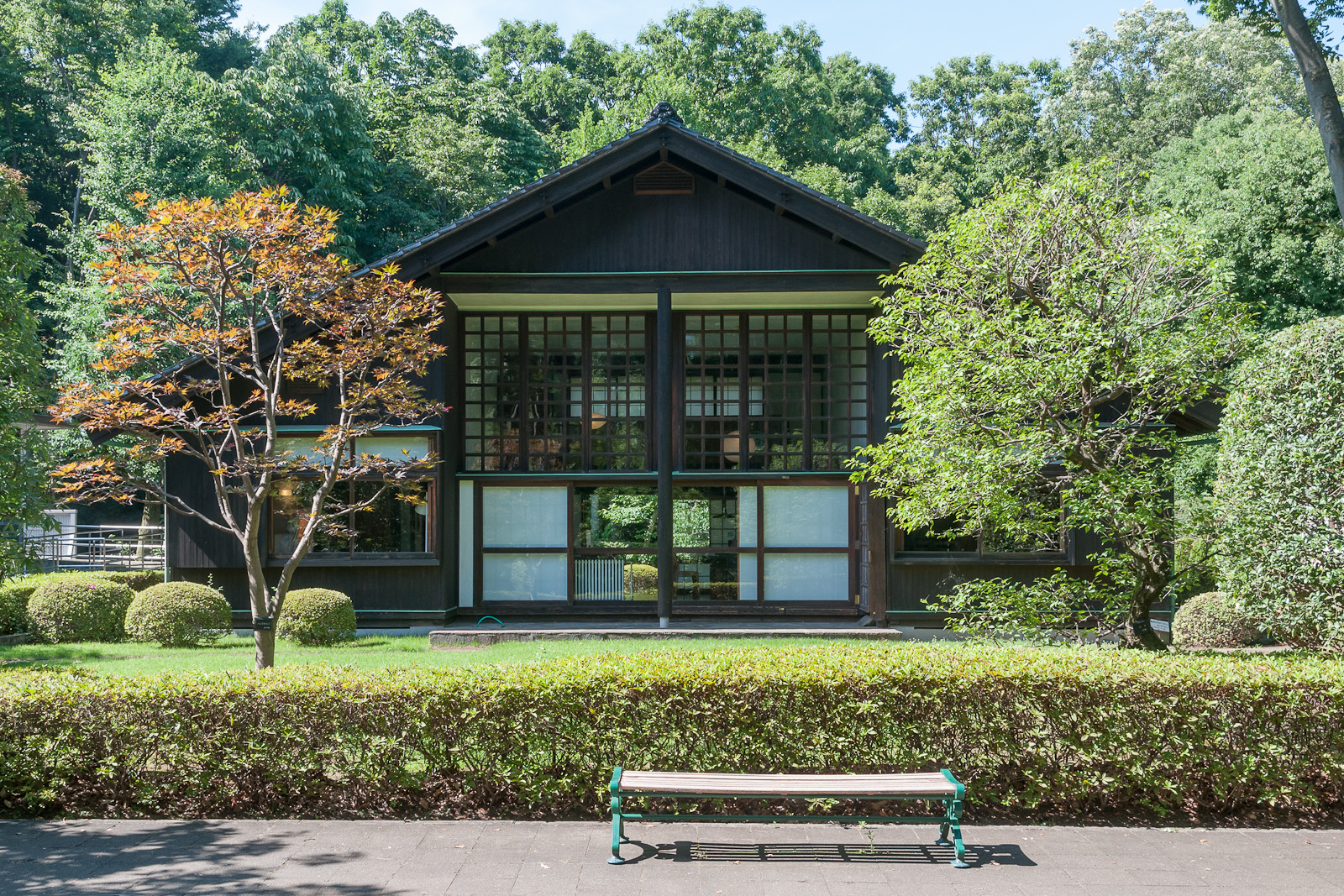
前川國男邸
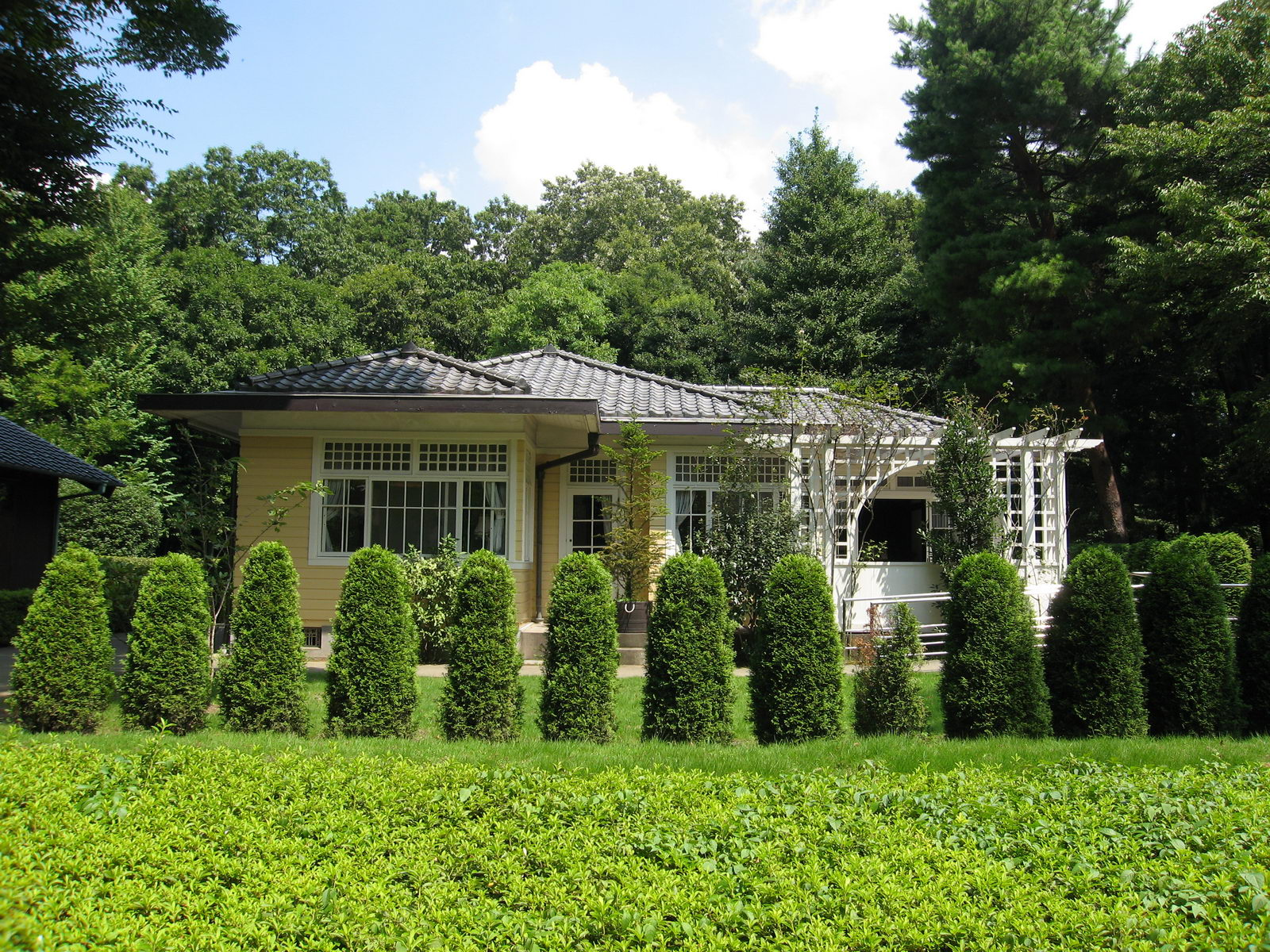
田園調布的家
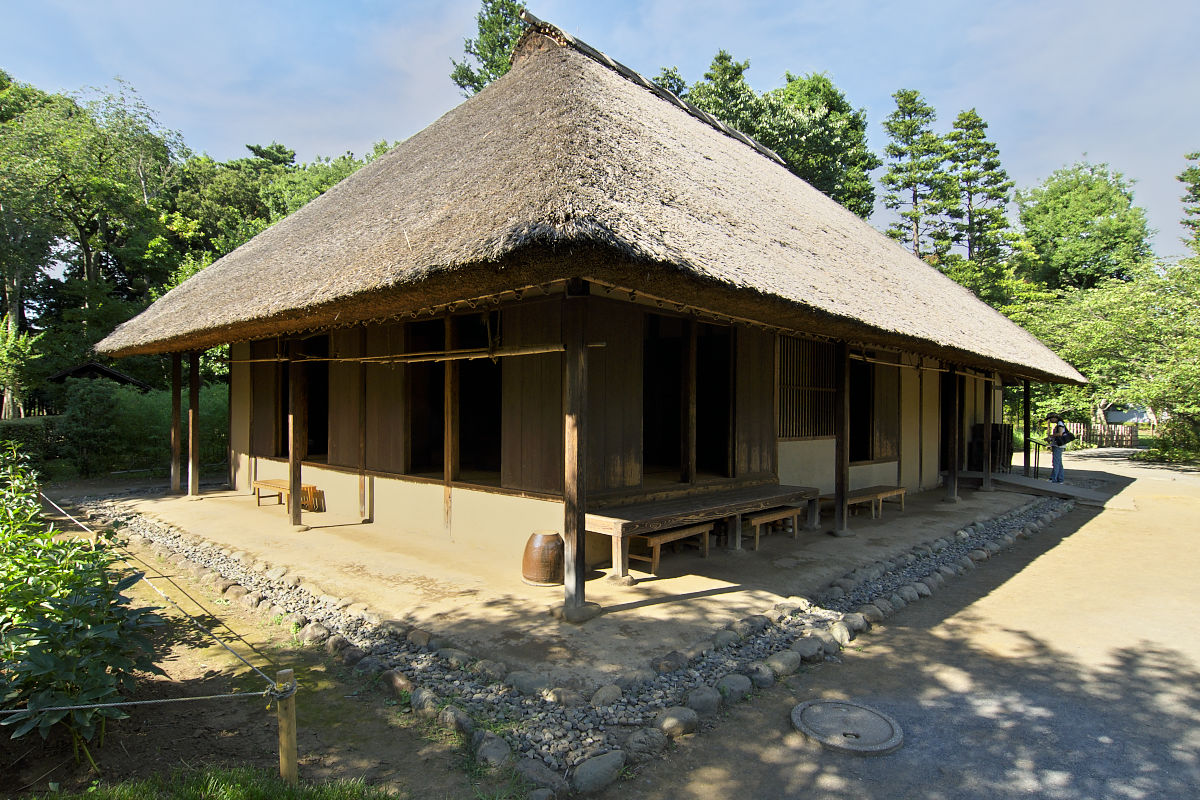
綱島家（農家）
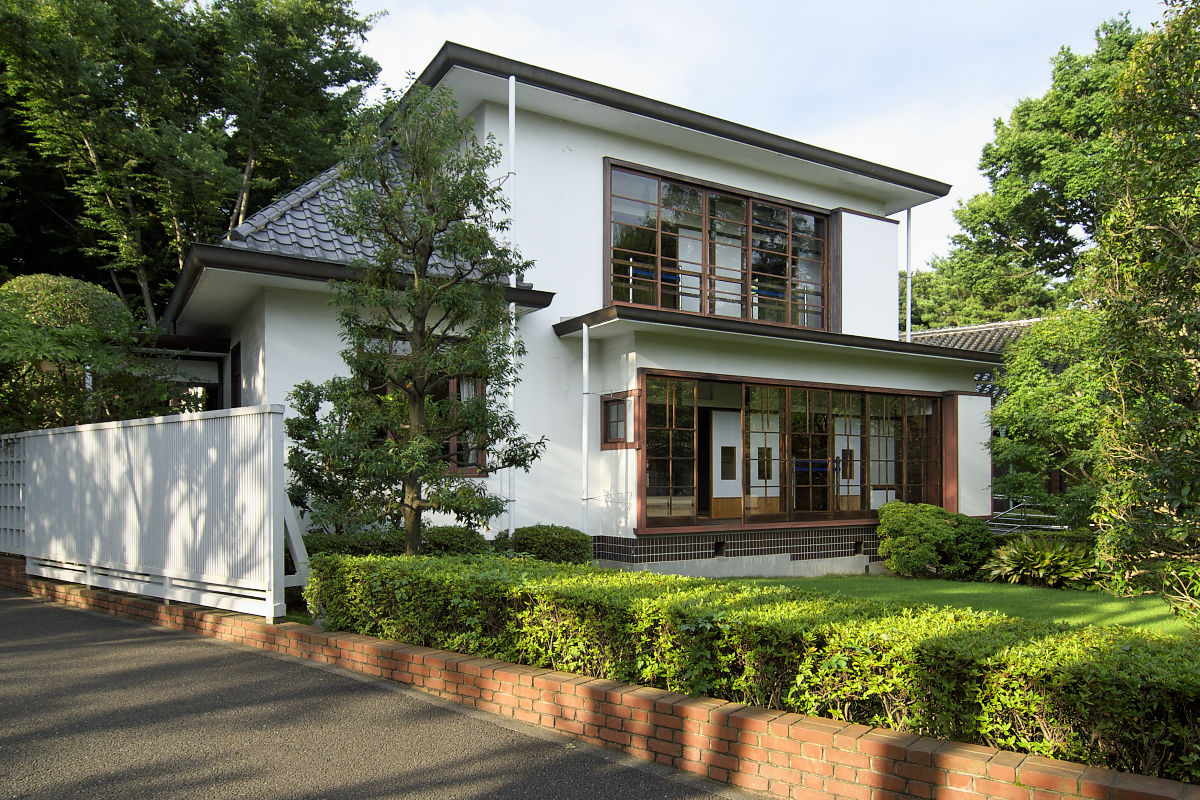
小出邸
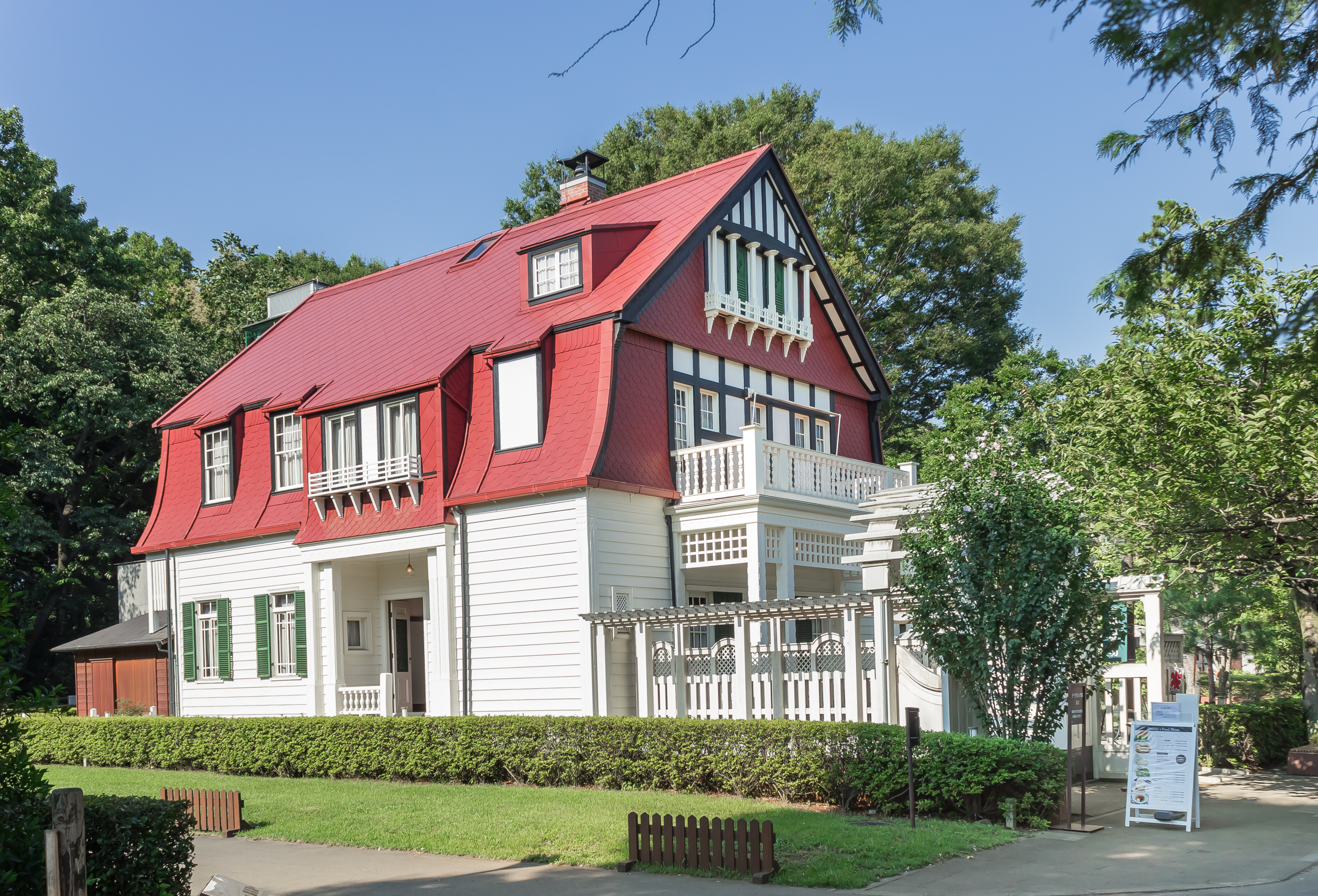
德拉朗德邸

### 東區

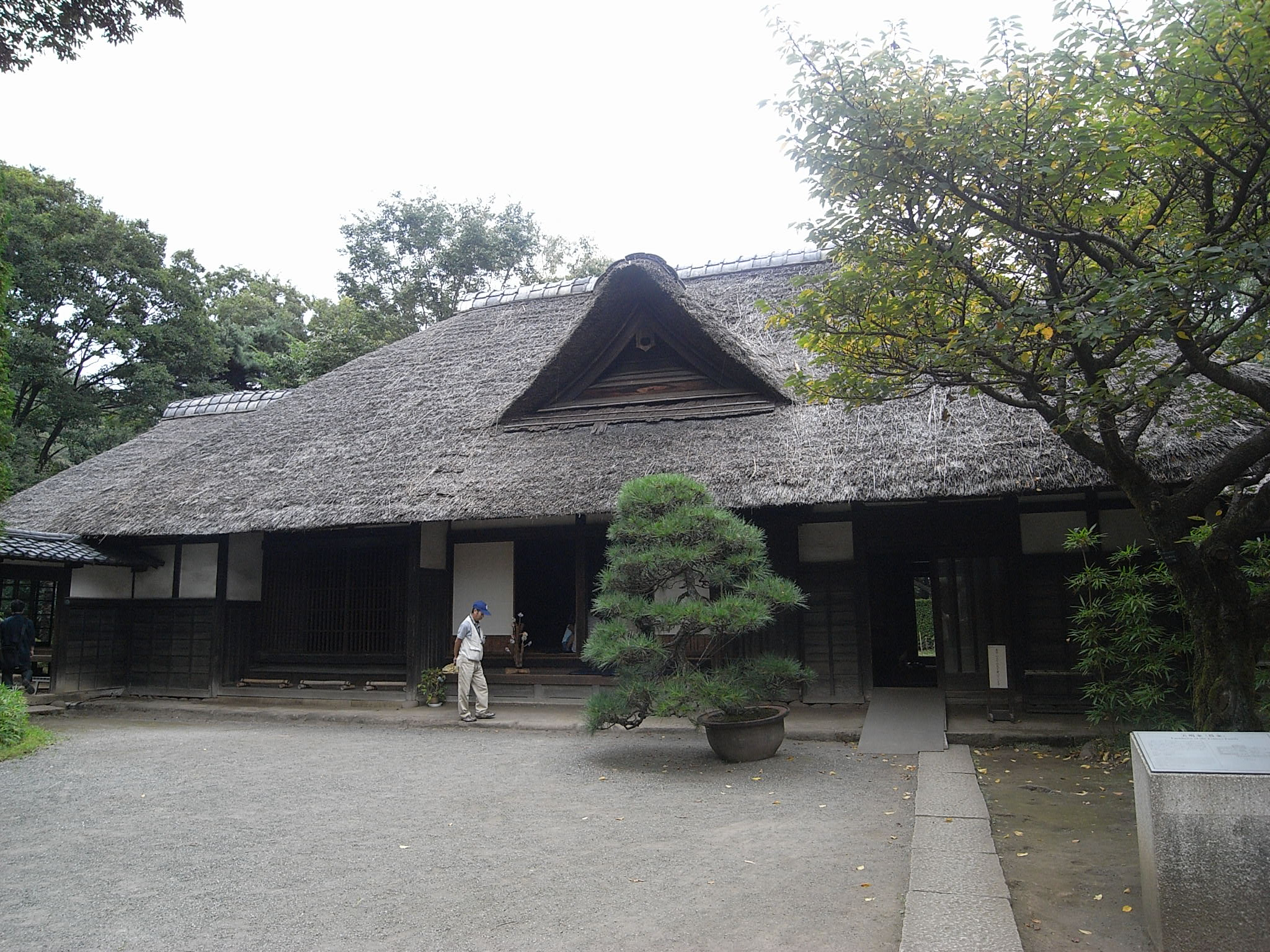
天明家（農家）
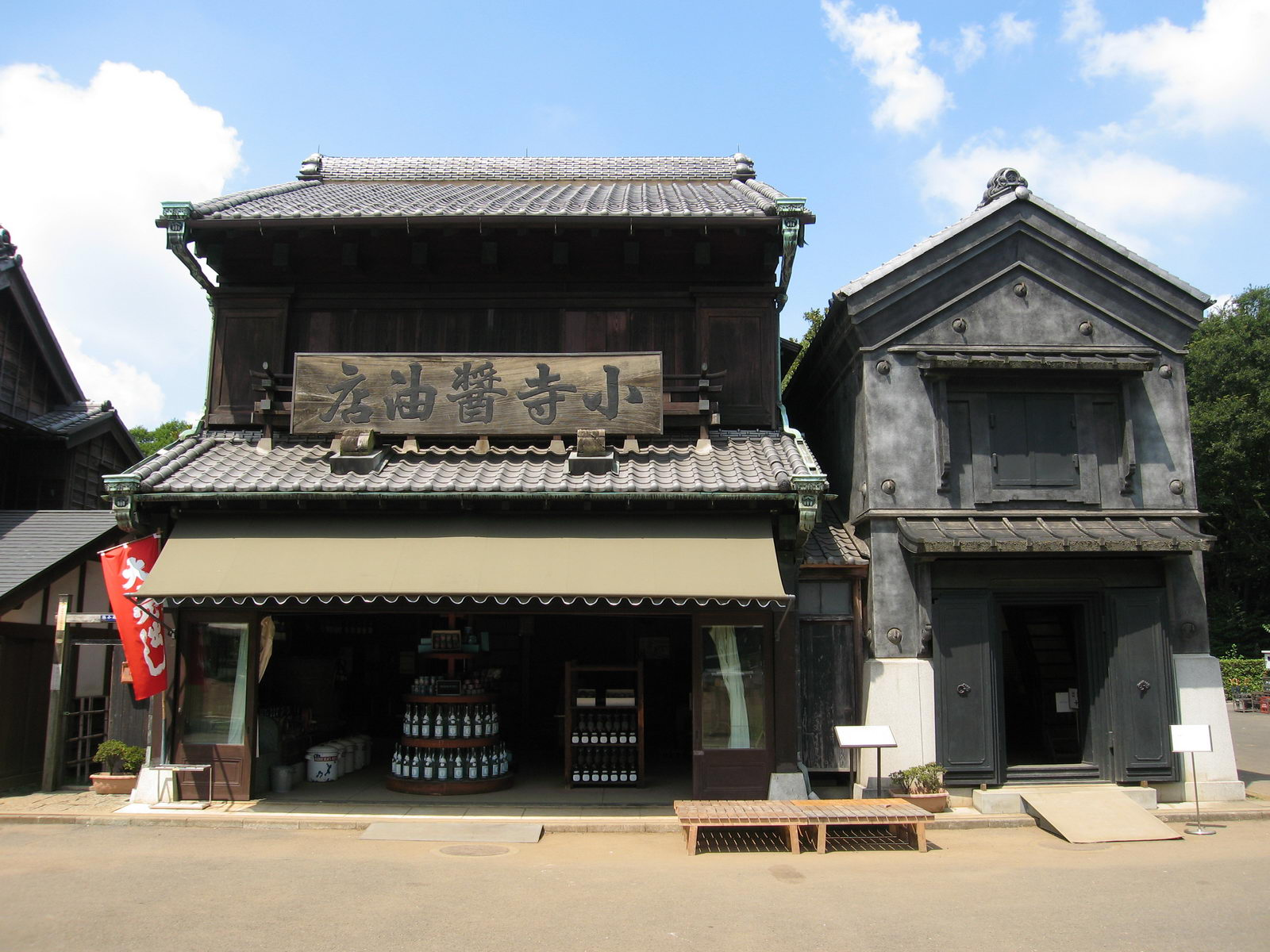
小寺醬油店
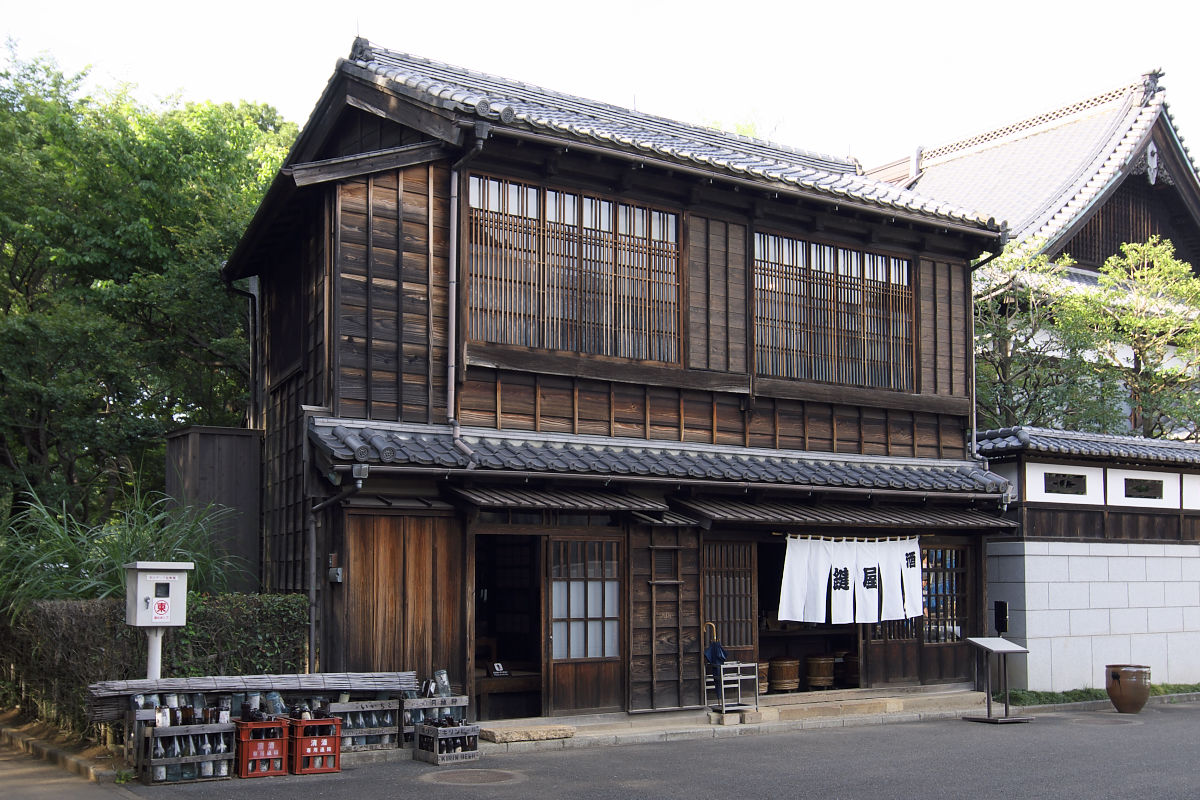
鍵屋（居酒屋）
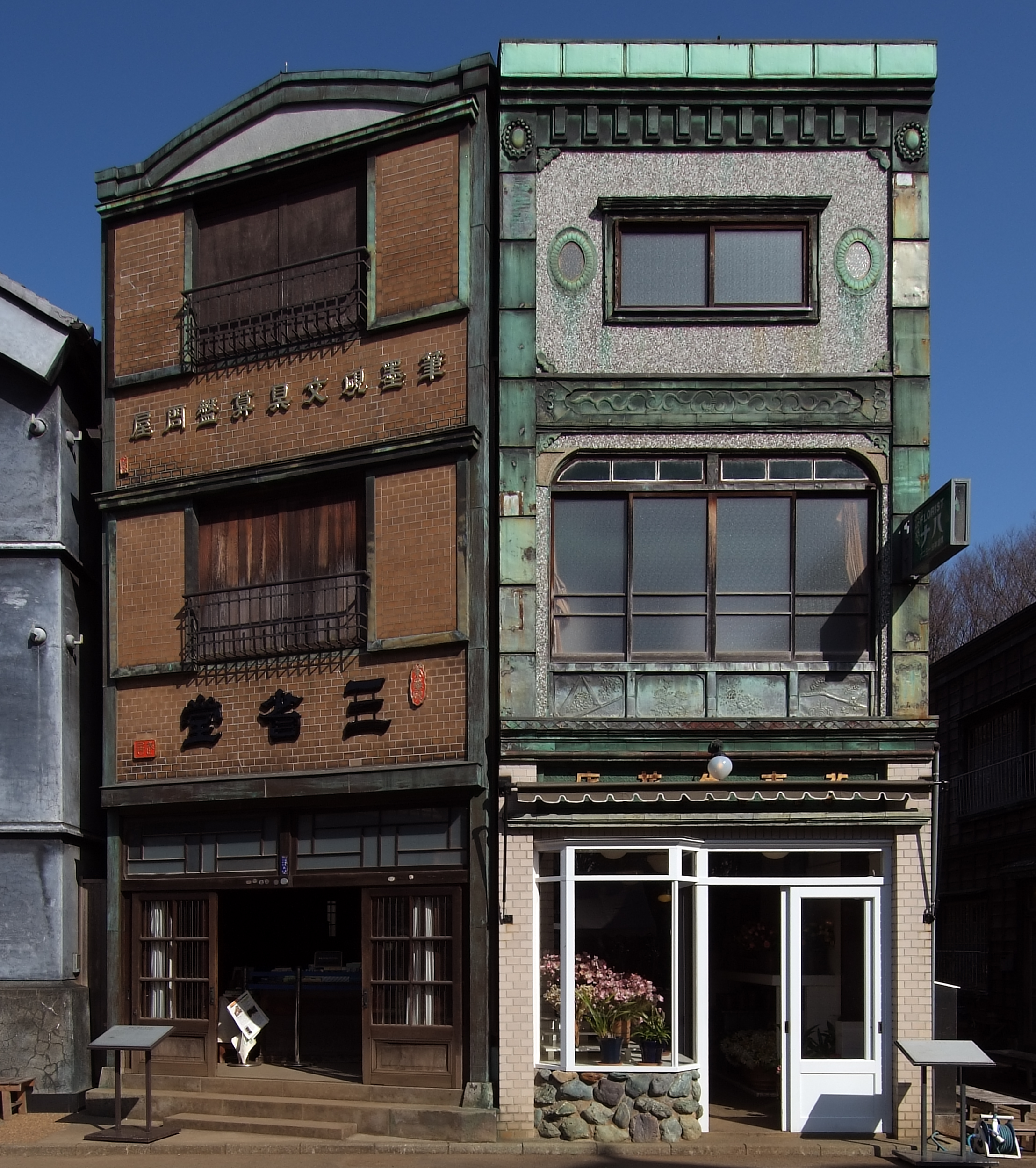
武居三省堂、花市生花店
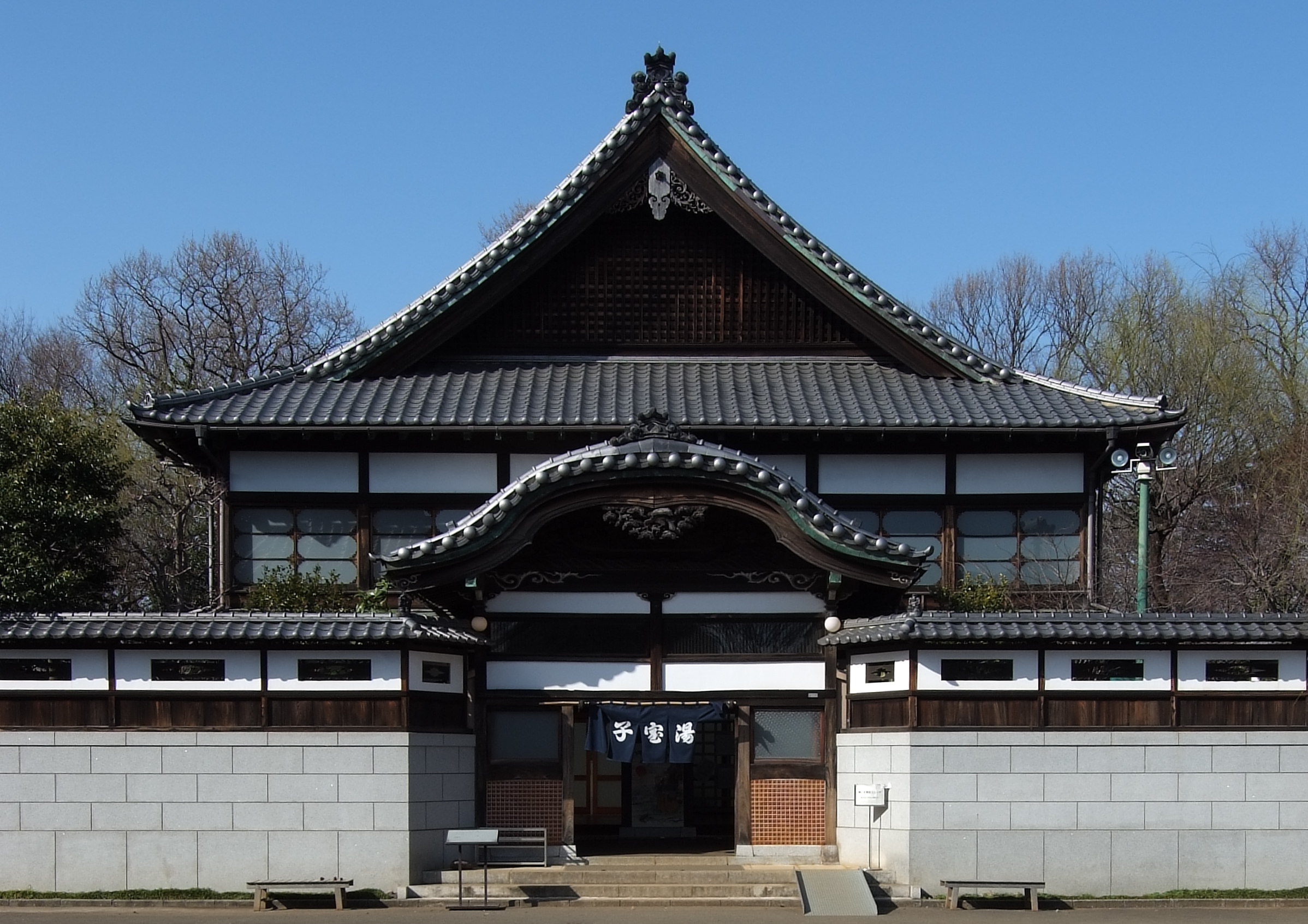
子寶湯
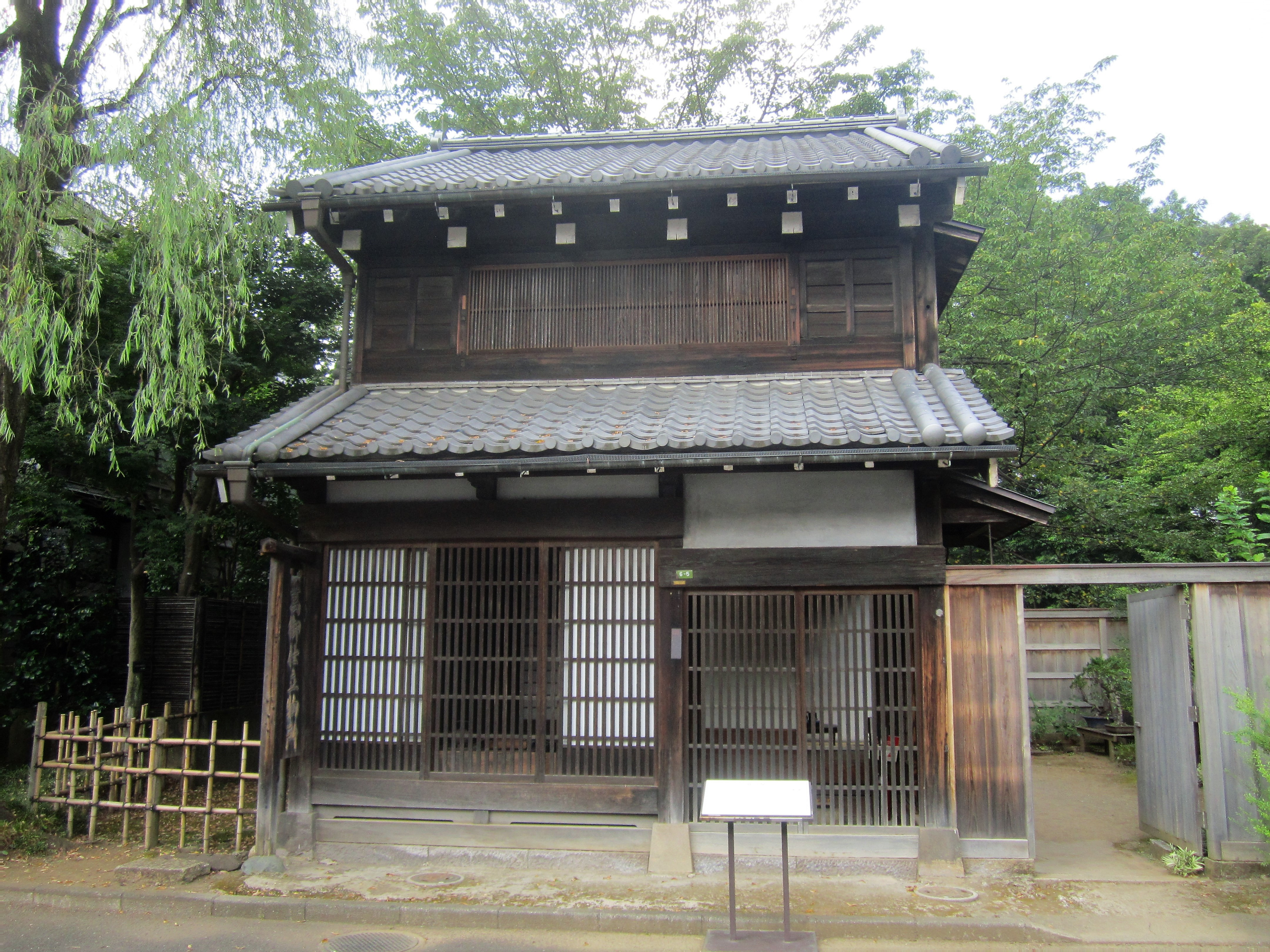
仕立屋

- 天明家（農家）：江戶時代的豪農（日语：豪農）戶居住的高規格農家，擁有長屋門。
- 小寺醬油店 ：一家採用出梁結構的商家，曾經販售日本清酒、味噌和醬油。店內再現了1950年代末期的情景。
- 鍵屋（居酒屋）：位於台東區下田谷的民間居酒屋（建於1856年）。
- 子寶湯：位於足立區千住的宮式公共錢湯（建於1929年）。
- 仕立屋：採用出梁結構的城市住宅。 室內再現了大正時期的裁縫店工作場所。
- 武居三省堂（文具店）：一家位於神田的文具店，看板建築（日语：看板建築）。
- 花市生花店：位於神田的花店，看板建築，立面的銅板上鑲嵌著浮雕。
- 萬世橋交番：位於萬世橋（日语：万世橋）附近、舊萬世橋車站旁的磚砌交番。 竣工年份不詳，但推測建於明治後期。
- 植村邸：一座位於新富町的銅板建築。
- 丸二商店（雜貨店）：位於神田神保町的雜貨店（日用品店）。看板建築，外牆採用江戶小紋圖案的銅板裝飾。
- 村上精華堂（化妝品店）：位於池之端的小商品店。看板建築，外觀結合了爱奥尼柱式的和風屋頂。
- 川野商店（和式傘廠）：採用出梁結構的和式傘製造商。
- 大和屋本店（乾貨店）：位於港區白金台的木製三層建築商店。
- 萬德旅館：青梅市西分町沿著青梅街道的旅館。建築外觀還原了建造時的原貌，內部則還原了約1950年左右的情境。

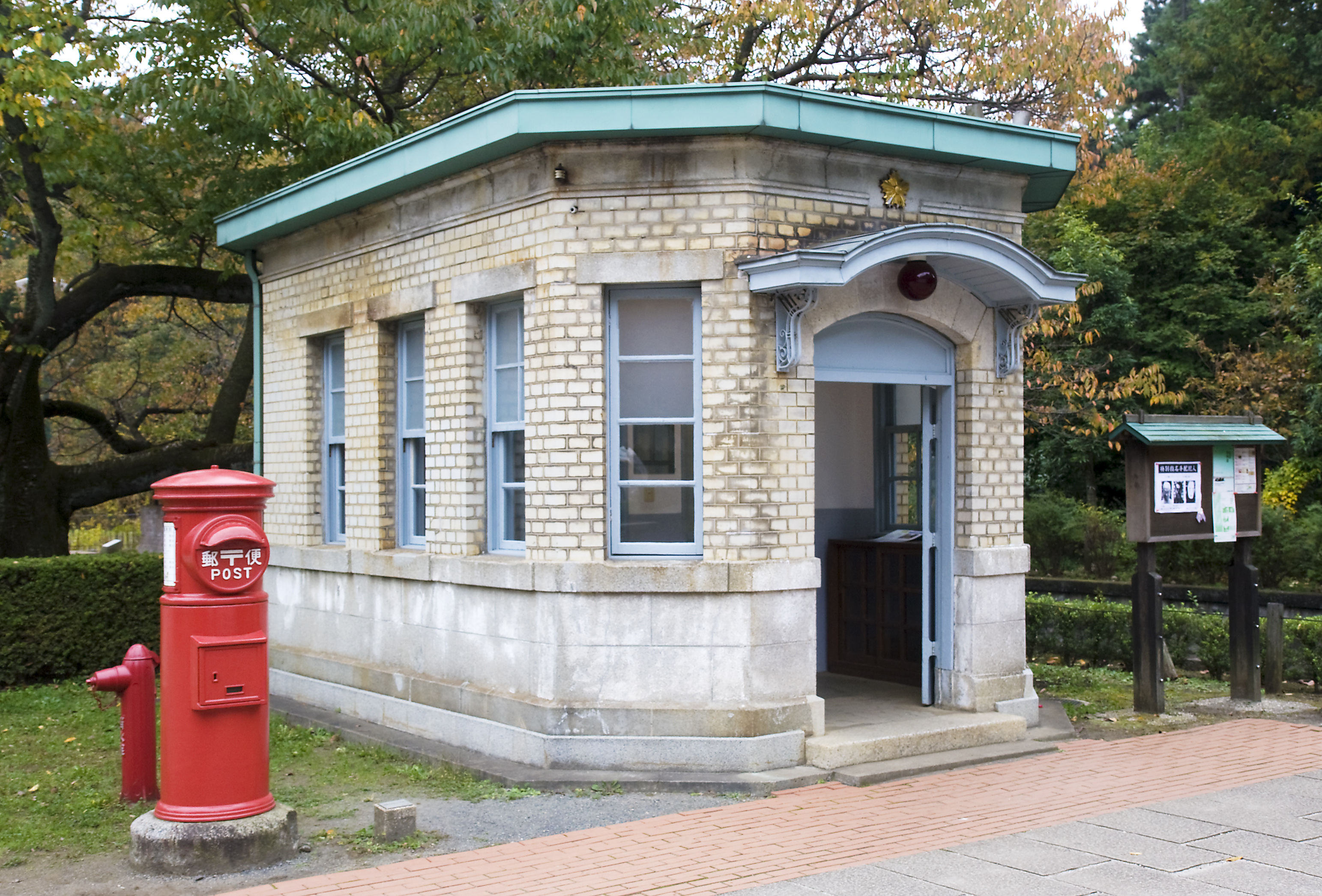
萬世橋交番
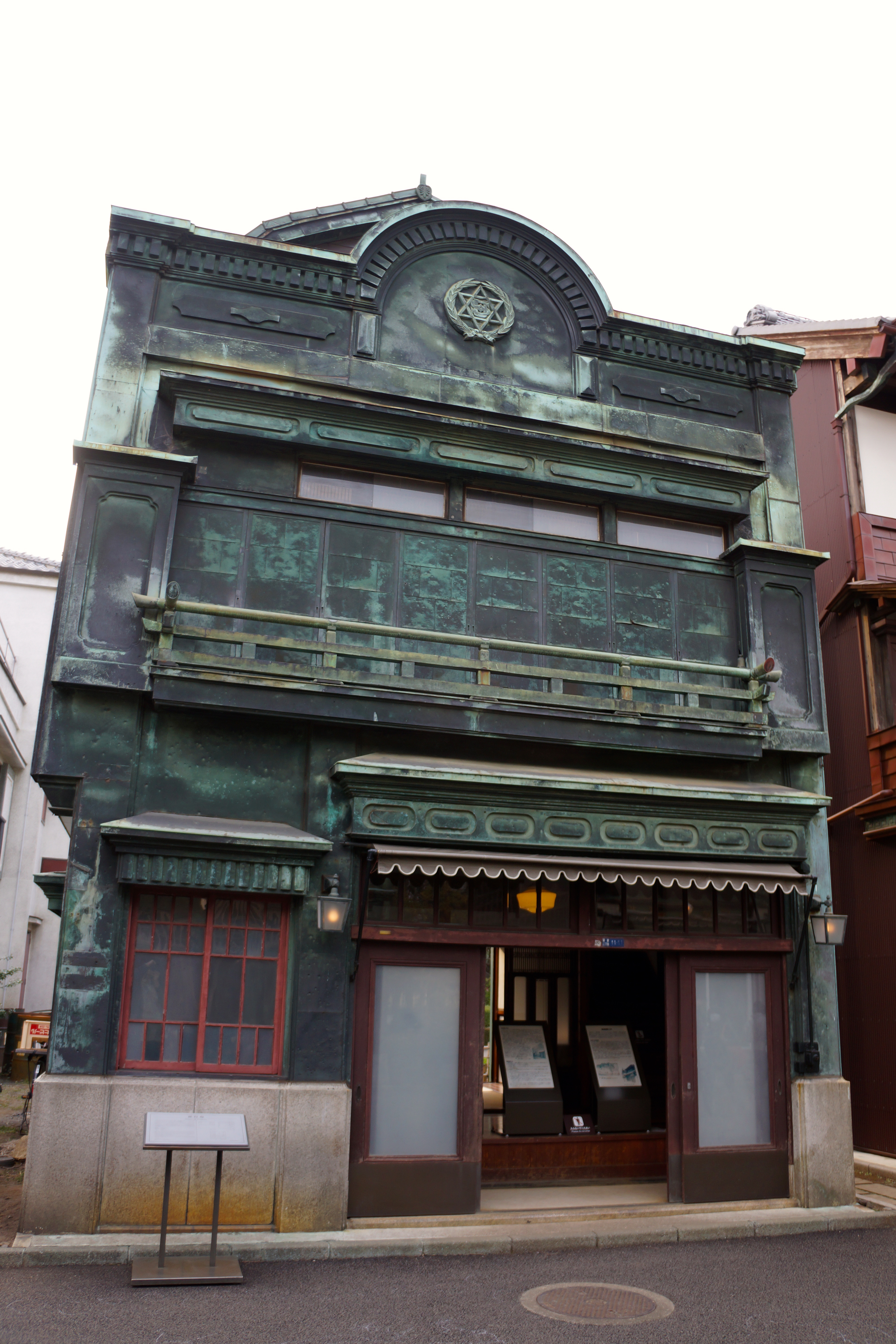
植村邸
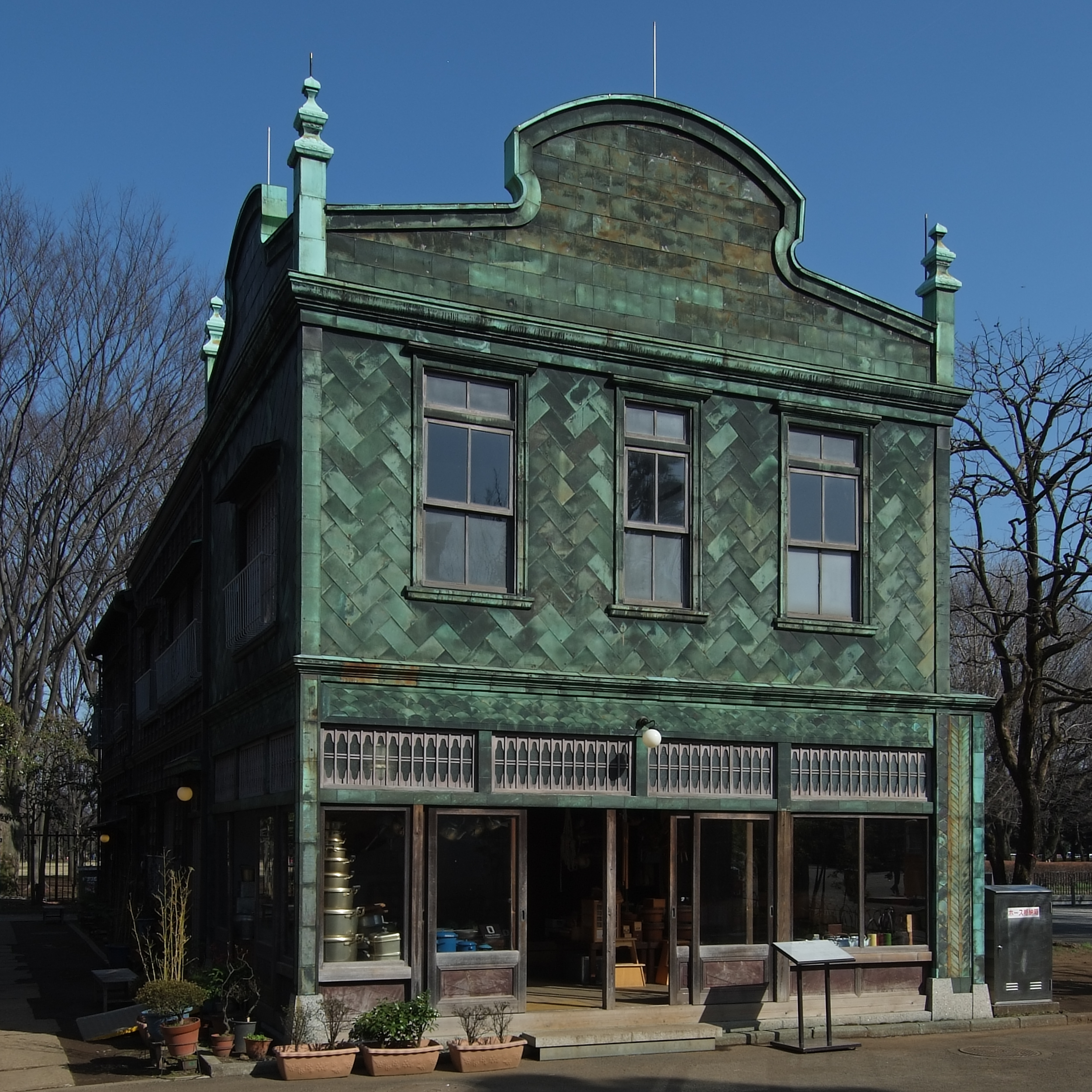
丸二商店（雜貨店）
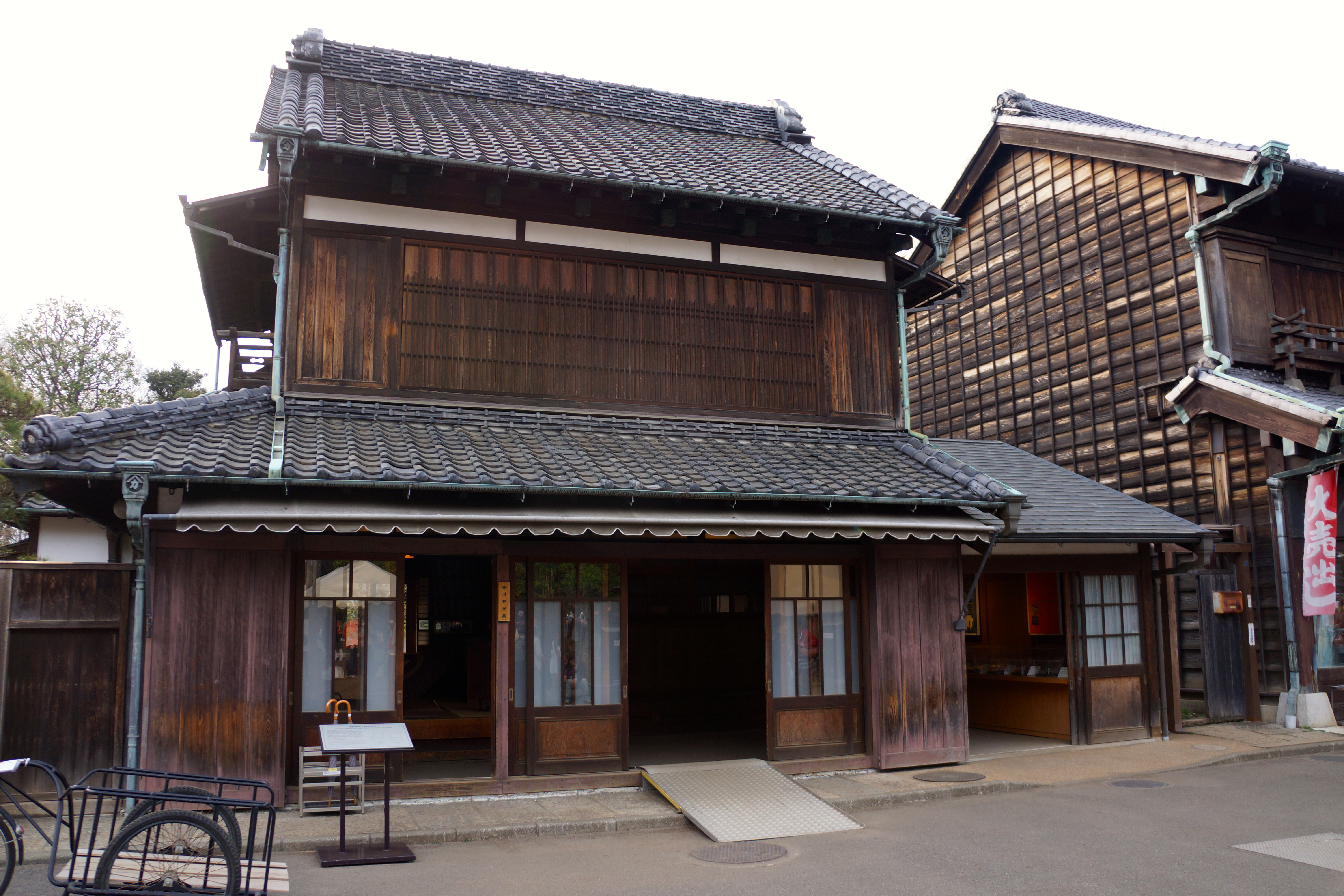
川野商店（和式傘廠）
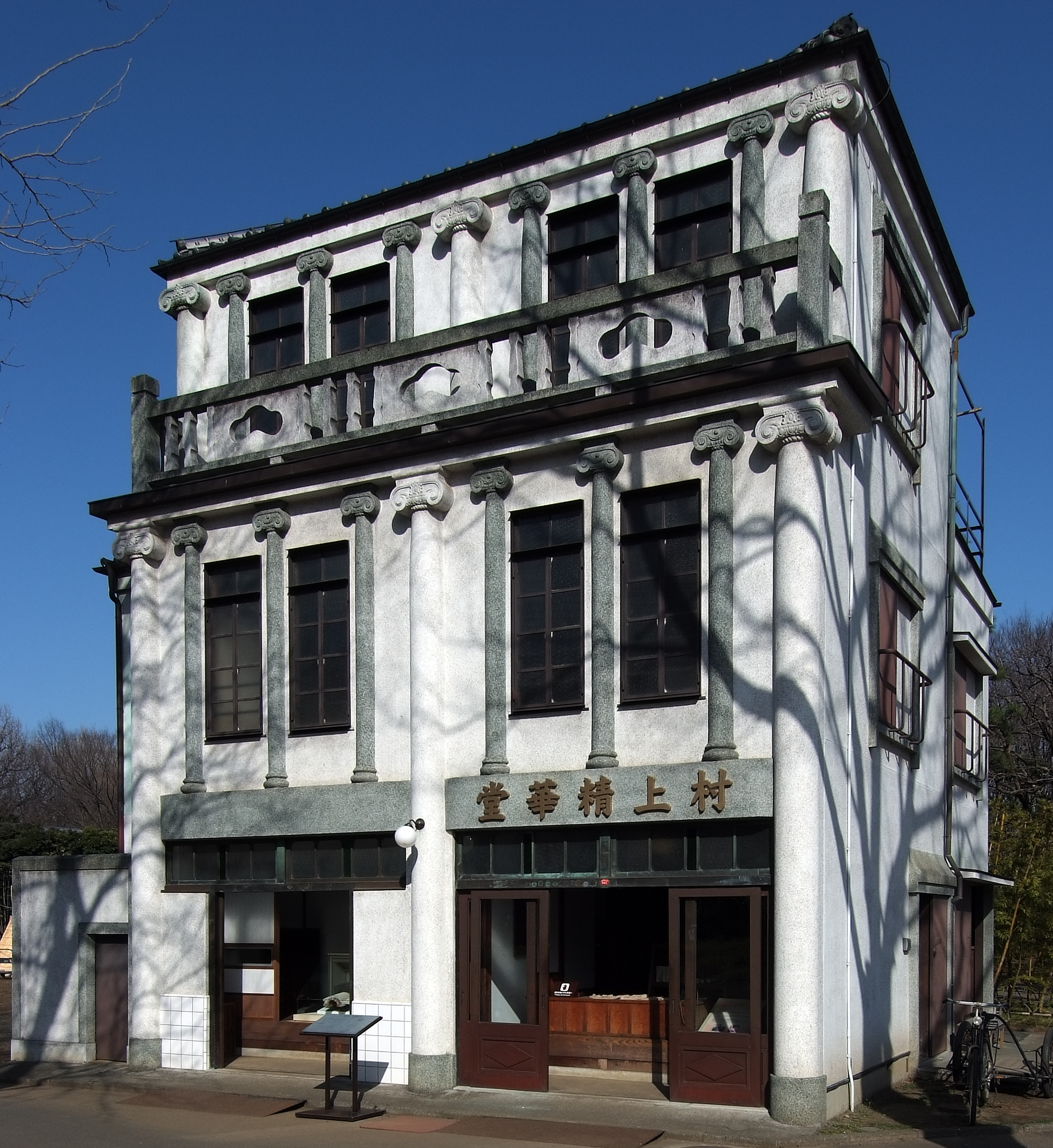
村上精華堂（化妝品店）
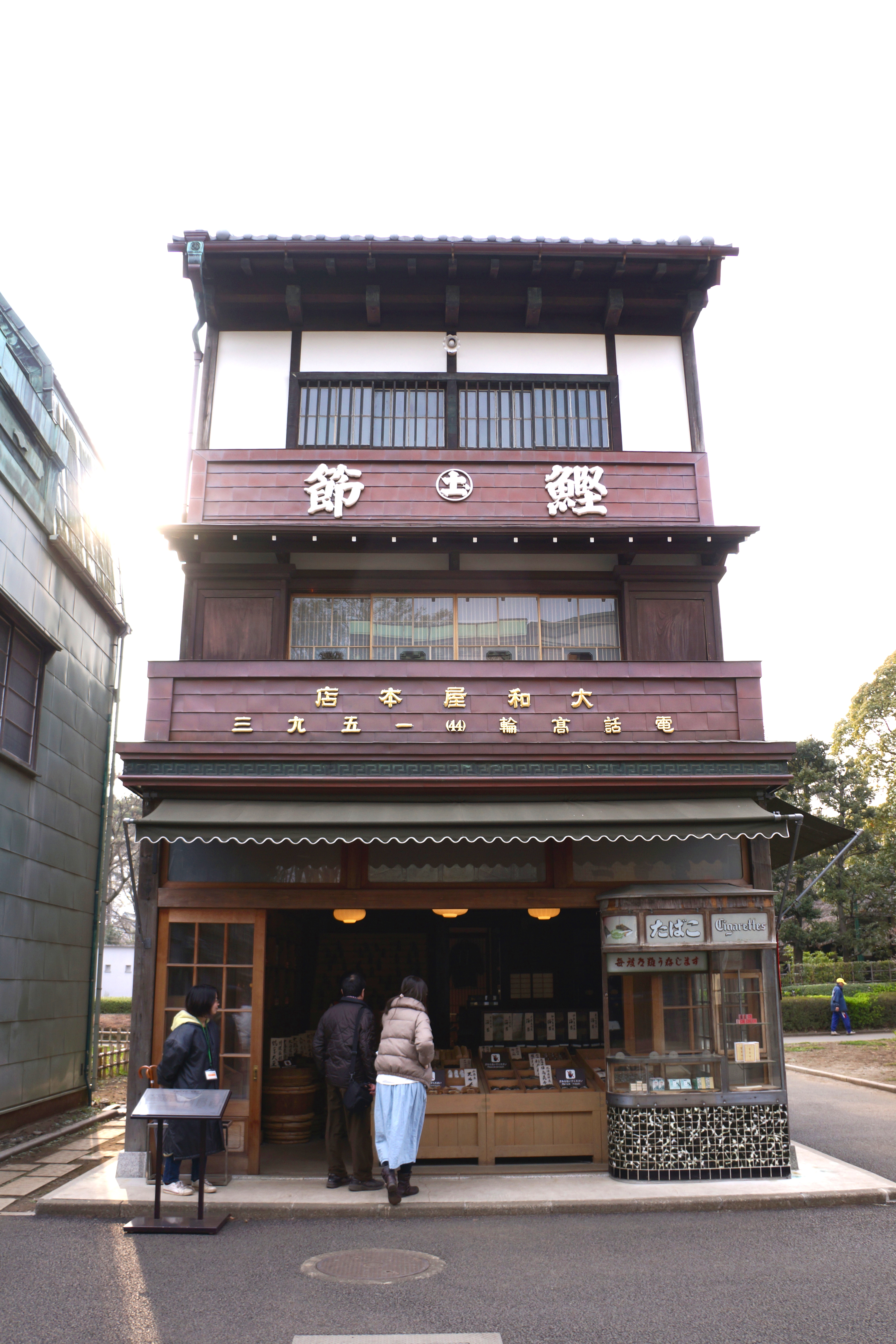
大和屋本店（乾貨店）
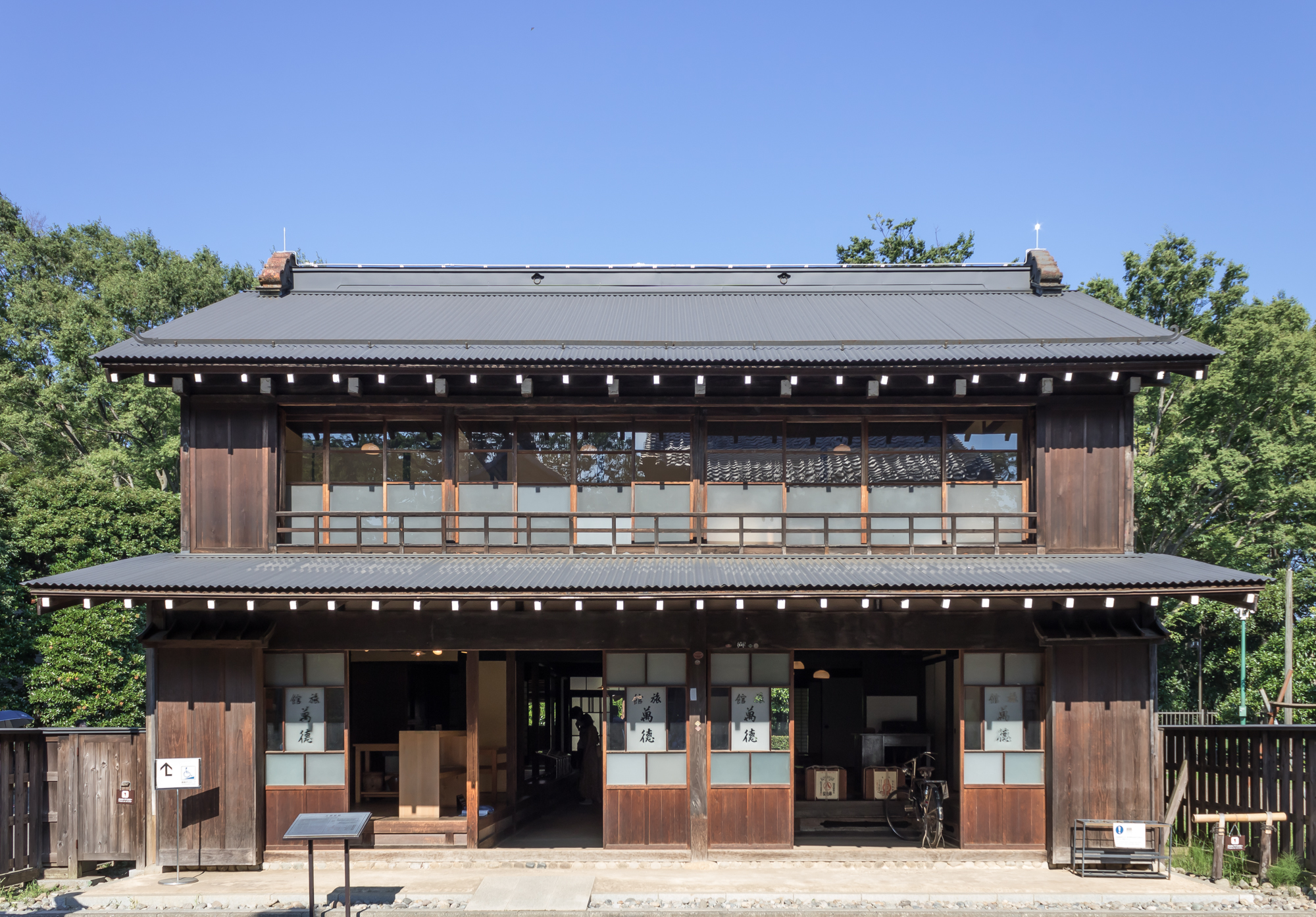
萬德旅館

### 戶外展示物
- 東京都交通局7500形電車（日语：東京都交通局7500形電車）7514號（靜態保存）：1962年製造的都電車輛（於1978年停用），由於沒有進行無人駕駛改造，因此保留了製造時的原始形態。
- 引擎蓋巴士（日语：ボンネットバス）五十鈴TSD43（日语：いすゞ・BX#トラックベースのバス）（靜態保存）：1968年式的北村製造所（日语：北村製作所）車身的汽車。 原本是航空自衛隊的使用車輛，在過去曾以戰後最初的都營公車塗裝出現在電影中，但現在已經改為與都電相同的奶油色塗裝，由個人所有。由於是限定在園區內行駛的觀光車輛，因此沒有掛上日本車輛號牌。儘管在假日等時候曾在園區內行駛（有時司機和售票員會穿著日本國有鐵道的製服），但由於老化等維護問題，截至2011年目前已停止行駛。
- 皇居正門石橋飾電燈：曾安裝在皇居正門石橋（二重橋前側）欄桿上的六座飾電燈之一，製造於1886年（明治20年）左右，由於老化，1986年被同樣款式的飾電燈取代。相同的物件也展示在博物館明治村中。
- 上野消防署（舊・下谷消防署）望樓上部：1925年至1970年使用的望樓（火災觀察樓），移動時總高度23.6公尺，上部7公尺被移動。
- 午炮：放置在皇居內舊本丸遺址上，用來通知正午的空砲（午炮），自1929年（昭和4年）起直至更換為警報器前一直在使用。

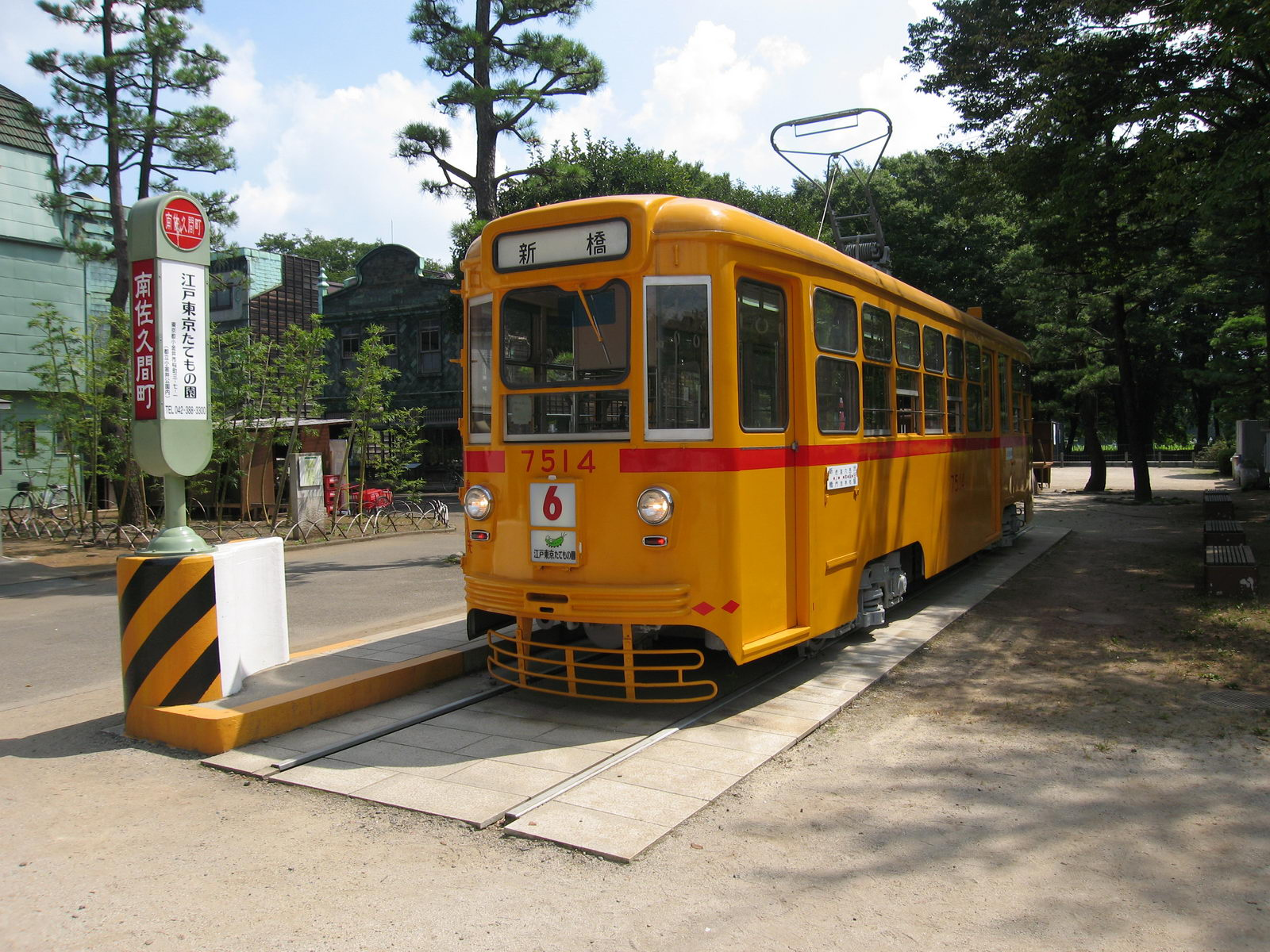
東京都交通局7500形電車7514號
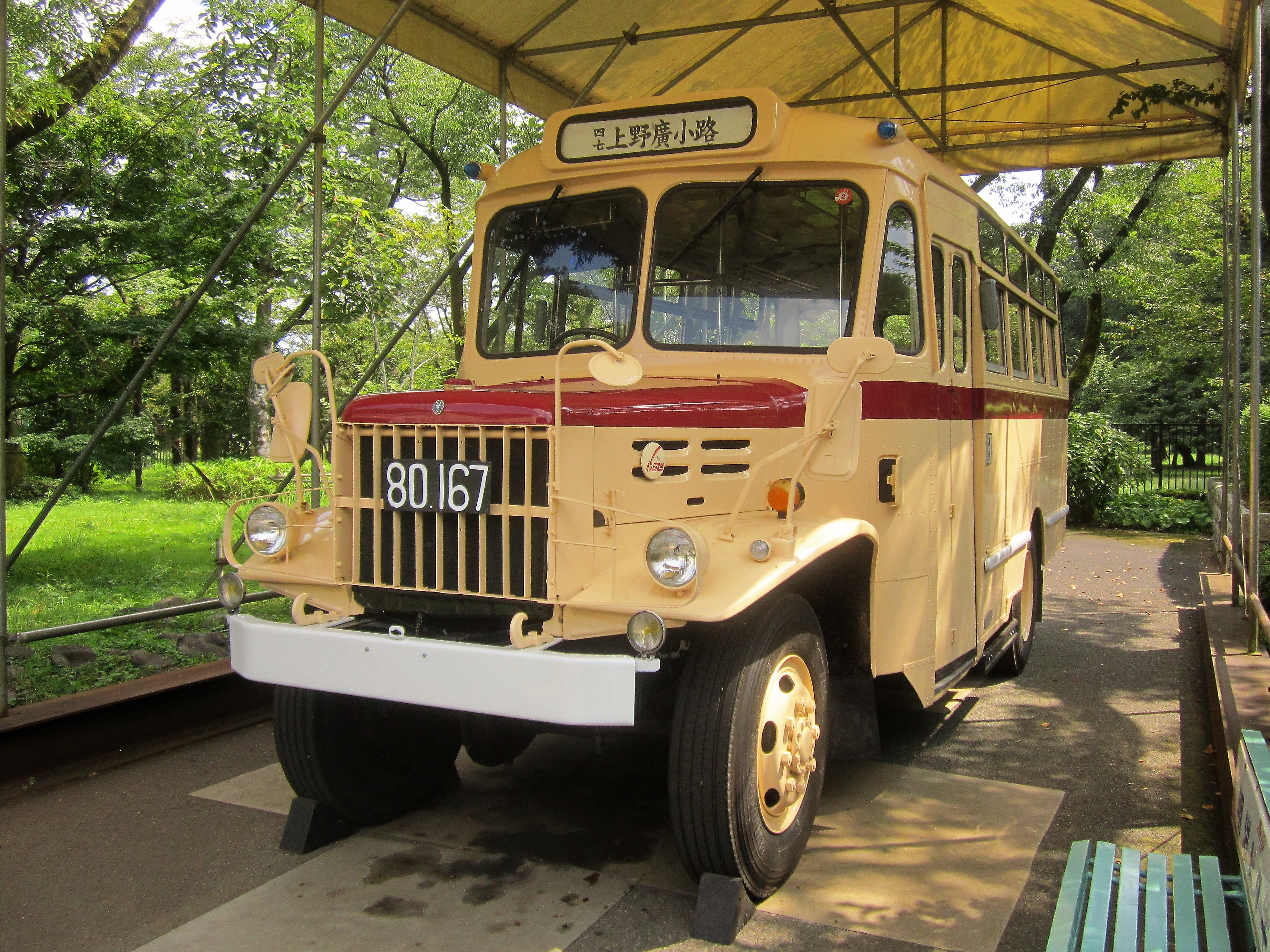
引擎蓋巴士五十鈴TSD43（現在塗裝）
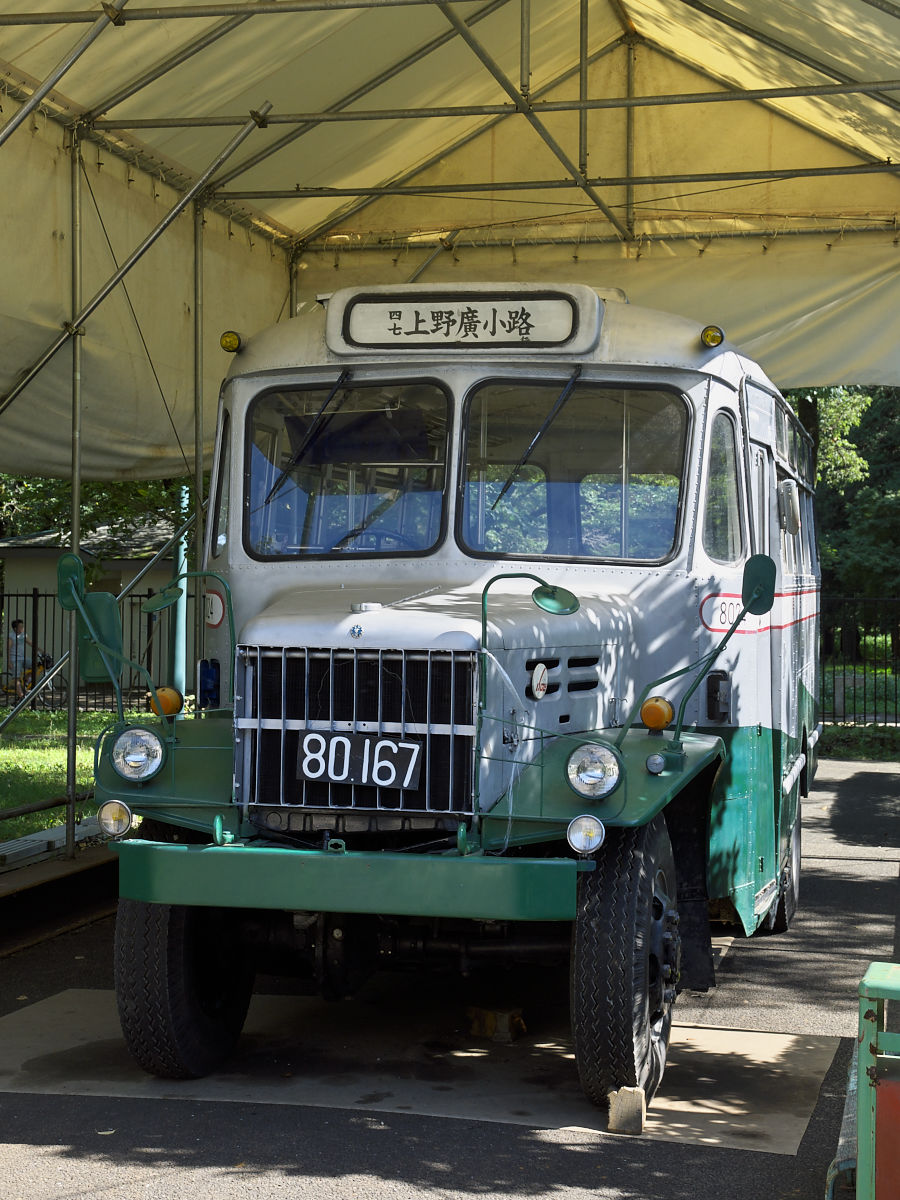
引擎蓋巴士五十鈴TSD43（舊塗裝）
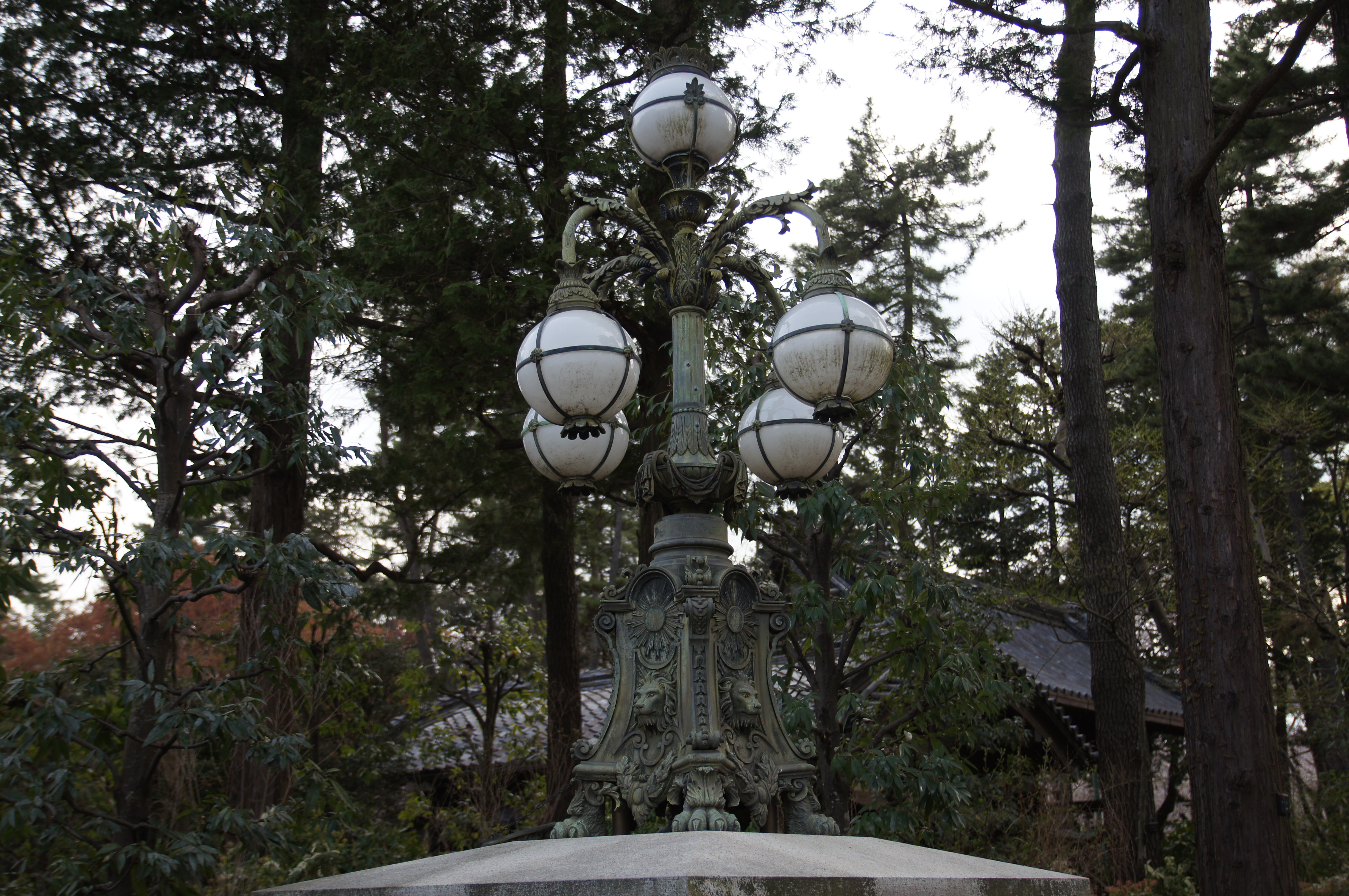
皇居正門石橋飾電燈
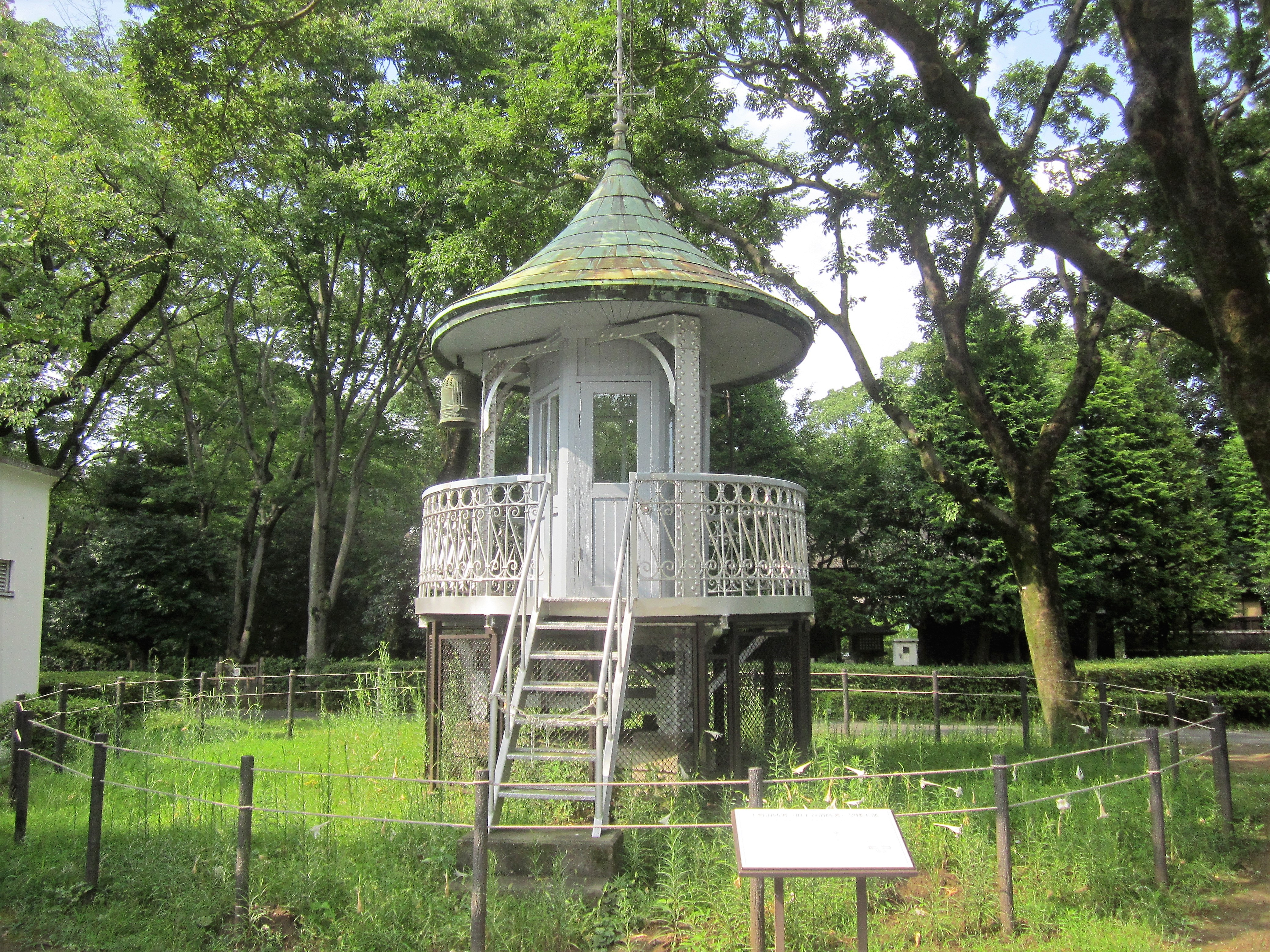
上野消防署望樓
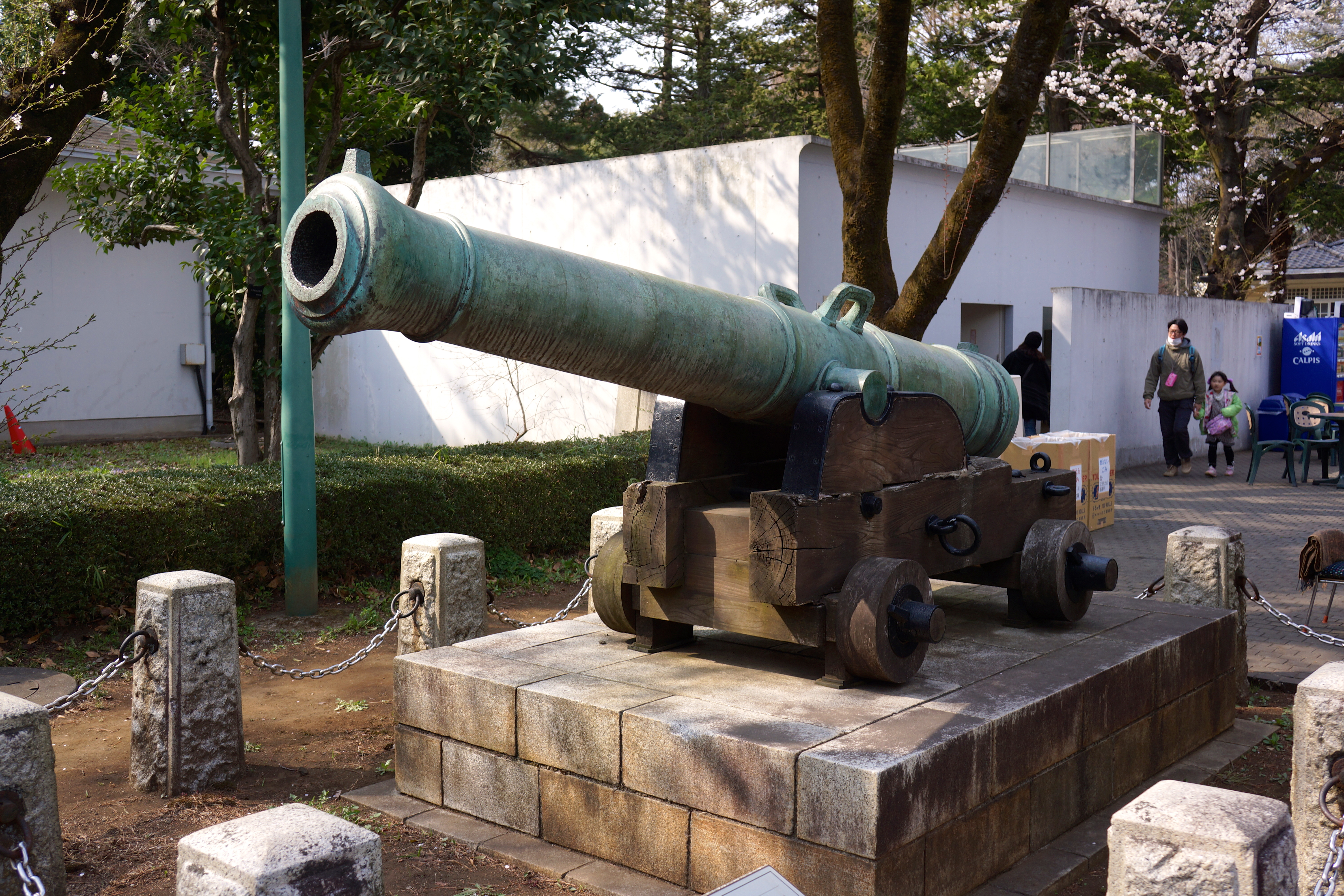
午炮

## 指定・登錄文化財一覽
重要文化財（考古資料）
- 土製耳飾（東京都調布市下布田遺跡出土）

東京都指定有形文化財（建築物）
- 自証院靈屋
- 前川家主屋（前川國男邸）
- 小出邸
- 三井家本邸（三井八郎右衛門邸）

東京都指定有形文化財（考古資料）
- 茂呂遺跡出土石器「壤土層標本」

小金井市指定有形文化財
- 吉野家住居
- 天明家住居（附：長屋門、飼葉小屋）
- 奄美的高倉

## 另見
- 小金井公園
- 江戶東京博物館
- 復古主題樂園（日语：レトロテーマパーク）
- 博物館明治村

### 書籍
- 『江戸東京たてもの園物語』東京都江戸東京博物館、1995年
- 『江戸東京たてもの園ガイドブック』江戸東京たてもの園、2002年（第4版）
- 『江戸東京たてもの園解説本』江戸東京たてもの園、2003年

## 外部連結
- 官方网站